# Liste von Ortschaften in der Oblast Kaliningrad
Dies ist eine Liste von Ortschaften in der Oblast Kaliningrad (Russland). Sie enthält die deutsche Transkription der heutigen (oder bei nicht mehr existenten Orten der letzten) russischen Ortsnamen, die russischen Ortsnamen in kyrillischer Schrift (in Klammern) sowie die früheren deutschen oder anderssprachigen Ortsnamen (kursiv).

## A
- Abelino (Абелино) Adamsheide
- Ablutschje (Аблучье) Kurkenfeld
- Abramowo (Абрамово) Klein Rudminnen, 1938–1946: Kleinruden, auch: Dickschen, 1938–1946 Lindbach
- Aistowo (Аистово) Kondehnen, Kreis Königsberg/Samland
- Aisty (Аисты) Neuhof-Reatischken, 1938–1946 Budeweg (nicht mehr existent)
- Aiwasowskoje (Айвазовское) Trausen, Forsthaus
- Aksakowo (Аксаково) Maßwillen (nicht mehr existent)
- Aksjonowo (Аксёново) Dorotheenhof, Kr. Preußisch Eylau (nicht mehr existent)
- Akulowo (Акулово) Klein Neuhof-Ragnit
- Alexander-Kosmodemjanski-Siedlung (Посёлок имени Александра Космодемьянского) Metgethen
- Alexandrowka (Александровка) Alexen, 1930–1946 Grotfeld
- Alexandrowka (Александровка) Posselau
- Alexandrowskoje (Александровское) Bomben, seit 1993 auch: Robitten (nicht mehr existent)
- Alexejewka (Алексеевка) Klein Kackschen, 1938–1946 Kleinbirkenhain
- Alexejewka (Алексеевка) Auschlacken
- Aljabjewo (Алябьево) Bersteningken, 1938–1946 Berstenau (nicht mehr existent)
- Aljochino (Алёхино) Naukritten
- Aljoschkino (Алёшкино) Albrechtau
- Altaiskoje (Алтайское) Schulkeim
- Anetschkino (Анечкино) Wilditten
- Antonowka (Антоновка) Adamischken
- Antonowka (Антоновка) Brasdorf
- Antonowo (Антоново) Grünwalde, Kreis Bartenstein
- Aprelewka (Апрелевка) Wargienen, Kreis Königsberg/Samland
- Aralskoje (Аральское) Alexwangen
- Armeiskoje (Армейское) Ackerau (nicht mehr existent)
- Artjomowka (Артёмовка) Argeningken-Graudszen, 1938–1946 Argenhof, sowie: Skambracken, 1938–1946 Brakenau
- Asowskoje (Азовское) Thiemsdorf, Kreis Labiau
- Awangardnoje (Авангардное) Bulitten
- Awgustowka (Августовка) Drangsitten, Graventhien und Johnken

## B
- Babuschkino (Бабушкино) Groß Degesen
- Bagrationowo (Багратионово) Wikischken, 1938–1946 Wiecken
- Bagrationowsk (Багратионовск) Preußisch Eylau, polnisch Pruska Iława oder Iławka
- Bajewka (Баевка) Kuikeim
- Balga (Бальга) (Burg)
- Baltijsk (Балтийск) Pillau, polnisch Piława
- Baltijskoje (Балтийское) Deutsch Bahnau (bis 1920: Polnisch Bahnau) (nicht mehr existent)
- Barkassowo (Баркасово) Neu Katzkeim
- Barsukowka (Барсуковка) Duhnau und Legehnen
- Barsukowka (Барсуковка) Bartukeiten, 1938–1946 Bartenhöh
- Belabino (Белабино) Szidlack/Schidlack, 1938–1946 Schiedelau
- Belinskoje (Белинское) Abellienen, 1938–1946 Ilmenhagen
- Belinskoje (Белинское) Kaszemeken/Kaschemeken 1938–1946 Kaschen (nicht mehr existent)
- Belkino (Белкино) Groß Wersmeningken, 1938–1946 Langenfelde
- Belkino (Белкино) Abelischken, 1938–1946 Ilmenhorst
- Belomorskoje (Беломорское) Wittgirren, 1938–1946 Wittern (nicht mehr existent)
- Belomorskoje (Беломорское) Groß Friedrichsgraben I, 1918–1946 Hindenburg
- Belowo (Белово) Perpolken
- Bely Jar (Белый Яр) Eiserwagen
- Beregowoje (Береговое) Patersort
- Beregowoje (Береговое) Tenkitten
- Beregowoje: (Береговое) Eisseln (nicht mehr existent)
- Bereschki (Бережки) Budszedehlen, 1936–1938 Budschedehlen, 1938–1946 Salzburgerhütte, Kreis Goldap (nicht mehr existent)
- Bereschki (Бережки) Plaustendorf, Kreis Friedland/Bartenstein (nicht mehr existent)
- Bereschkowskoje (Бережковское) Groß Bubainen, 1928–1946 Waldhausen, Kreis Insterburg
- Berjosowka (Берёзовка) Genditten, Groß Sausgarten, Kniepitten, Naunienen, Perkuiken, Pieskeim, Sossehnen und Tollkeim
- Berjosowka (Берёзовка) Grünwiese (nicht mehr existent)
- Berjosowka (Берёзовка) Schugsten
- Berjosowka (Берёзовка) Groß Ottenhagen
- Berjosowka (Берёзовка) (kein deutscher Name bekannt)
- Berjosowka (Берёзовка) Geidlauken (1938–1946 Heiligenhain), Burgsdorf, Friedrichsfelde, Kreis Labiau, Petruschkehmen (1938–1946 Kleinburgsdorf) und Schönwalde, Kreis Labiau
- Berjosowo (Берёзово) Schönbaum
- Besymjanka (Безымянка) Nuskern
- Blischneje (Ближнее) Klein Elxnupönen, 1938–1946 Kleinerlenfließ
- Bobrowo (Боброво) Groß Rudminnen, 1938 bis 1946 Wietzheim, auch: Ellernthal sowie Königshuld II
- Bobrowo (Боброво) Kobbelbude, Kreis Fischhausen/Samland
- Bobry (Бобры) Schwirblienen, 1938–1946 Mühlenhöh
- Bogatoje (Богатое) Pokalkstein
- Bogatowo (Богатово) Rositten und Bornehnen
- Bogatowo (Богатово) Szargillen, 1936–1938 Schargillen, 1938–1946 Eichenrode
- Bogatowo (Богатово) Matzkahlen (nicht mehr existent)
- Bogdanowka (Богдановка) Jürkendorf und Gnadenthal
- Bogdanowo (Богданово) Emmahof
- Bolotnikowo: (Болотниково) Szameitkehmen/Schameitkehmen, Kreis Pillkallen, 1938–1946: Lindenhaus, Kreis Schloßberg
- Bolschaja Derewnja (Большая Деревня) Dunkershöfen, seit 2008: Bolschoje Derewenskoje (Большое Деревенское)
- Bolschaja Poljana (Большая Поляна) Paterswalde
- Bolschakowo (Большаково) Groß Skaisgirren, 1938–1946 Kreuzingen
- Bolschakowo (Большаково) Groß Mixeln (nicht mehr existent)
- Bolschakowskoje (Большаковское) Leidtkeim
- Bolschedoroschnoje (Большедорожное) Laukitten, auch Dagwitten, Julienhof, Kr. Heiligenbeil und Kopainen
- Bolschije Bereschki (Большие Бережки) Alt Lappienen, 1938–1946 Rauterskirch
- Bolschije Gorki (Большие Горки) (Groß) Weißensee
- Bolschoje Derewenskoje (Большое Деревенское) Dunkershöfen
- Bolschoje Issakowo (Большое Исаково) Lauth
- Bolschoje Osjornoje (Большое Озёрное) Klein Sausgarten
- Bolschoje Selo (Большое Село) Unter Eißeln, 1938–1946 Untereißeln
- Borissowo (Борисово) Kraussen
- Borodino (Бородино) Barraginn, 1938–1946 Georgenhain
- Borok (Борок) Grasgirren, 1938–1946 Dingelau
- Borowikowo (Боровиково) Szinkuhnen/Schinkuhnen, 1938–1946 Schenkenhagen
- Borowoje (Боровое) Bekarten, Melonkeim und Rohrmühle
- Borskoje (Борское) Schiewenau
- Botkino (Боткино) Beyershof
- Botschagi (Бочаги) Schloßberg, Kreis Insterburg
- Brigadnoje (Бригадное) Theut, Christoplacken und Zanderlacken
- Brjanskoje (Брянское) Pruszischken, 1935–1946 Preußendorf
- Bruski (Бруски) Louisenthal (nicht mehr existent)
- Buchowo (Бухово) Buchhof (bis 1918: Juckeln)
- Bugrino (Бугрино) Charlottenhof, Kreis Königsberg
- Bystrjanka (Быстрянка) (kein deutscher Name bekannt)
- Bytschkowo (Бычково) Kaydann

## C
- Chlebnikowo (Хлебниково) Schilleningken, 1938–1946 Ebertann
- Chlebnikowo (Хлебниково) Dogehnen (nicht mehr existent)
- Chlebnikowo (Хлебниково) Allenberg (nicht mehr existent)
- Cholmogorje (Холмогорье) Kipitten
- Cholmogorje (Холмогорье) Peißnick, auch: Gneisenau, Mühling, Partsch, und Wisdehlen
- Cholmogorowka (Холмогоровка) Fuchsberg, Kreis Fischhausen/Samland
- Cholmy (Холмы) Adlig Popelken
- Cholmy (Холмы) Mülsen
- Cholmy (Холмы) Schilleningken, Kreis Gumbinnen, 1938–1946 Kaimelskrug (nicht mehr existent)
- Chrabrowo (Храброво) Powunden
- Chrustalnoje (Хрустальное) Klein Krauleiden, 1938–1946 Kleinheidenstein
- Chutorskoje (Хуторское) Gurdszen (Gurdschen), 1938–1946 Schwichowshof

## D
- Dalneje (Дальнее) Szirgupönen, 1936–1938 Schirgupönen, 1938–1946 Amtshagen (nicht mehr existent)
- Dalneje (Дальнее) (Groß) Schirrau
- Dalneje (Дальнее) Seligenfeld
- Dalneje (Дальнее) Bittkallen, 1938–1946 Bitterfelde, sowie: Paschwentschen, 1938–1946 Wittenrode
- Dalneje (Дальнее) Pettkuhnen (nicht mehr existent)
- Dalneje (Дальнее) Wommen
- Darwino, Rajon Gussew (Дарвино), jetzt: Furmanowo (Фурманово) Luschen
- Darwino, Rajon Krasnosnamensk (Дарвино) Droszwalde/Drozwalde (nicht mehr existent)
- Datschnoje (Дачное) Alt Lappönen
- Datschnoje (Дачное) Birkenberg (nicht mehr existent)
- Demidowka (Демидовка) Menkimmen, 1938–1946 Menken
- Demidowo (Демидово) Augstupöhnen, 1938–1946 Uderhöhe, und Groß Uderballen, 1938–1946 Großudertal
- Demjanowka (Демьяновка) Groß Engelau (nicht mehr existent)
- Derschawino (Державино) Groß Laßeningken, 1936–1938 Groß Lascheningken, 1938–1939 Groß Laschnicken, 1939–1946 Laschnicken
- Dessantnoje (Десантное) (kein deutscher Name bekannt)
- Detskoje (Детское) Götzendorf, Kreis Wehlau
- Detskoje (Детское) Kinderweitschen, 1938–1946 Kinderhausen
- Dimitrowo (Димитрово) Ponarth und Schönbusch
- Diwnoje (Дивное) Neuendorf, Kreis Fischhausen
- Diwnoje (Дивное) Alt Ilischken
- Diwnoje (Дивное) Bahnhof Trakehnen
- Dmitrijewka (Дмитриевка) Iszlaudszen, 1934–1946 Schönheide
- Djatlowo (Дятлово) Neu Wingeruppen, 1928–1946 Neuweide (nicht mehr existent)
- Dnjeprowskoje (Днепровское) Friedrichsruh, Kreis Wehlau (nicht mehr existent)
- Dnjeprowskoje (Днепровское) Lonschken (nicht mehr existent)
- Dobrino (Добрино) Nautzken
- Dobroje (Доброе) (Groß) Legden
- Dobroje (Доброе) Preußisch Battau, seit 1993 in Swetlogorsk eingemeindet
- Dobrowolsk (Добровольск) Pillkallen, 1938–46 Schloßberg, polnisch Pilkały
- Dokutschajewo (Докучаево) Samonienen, 1938–1946 Reiterhof
- Dolgoje (Долгое) Beinigkehmen, 1938–1946 Beinicken
- Dolgorukowo (Долгоруково) Domtau, Leißen, Pompicken, Stablack und Waldkeim
- Dolschanskoje (Должанское) Budupönen-Uthelen, 1931–1946 Hartigsberg
- Domnowo (Домново) Domnau
- Donskoje (Донское) Elkinehlen, 1938–1946 Elken
- Donskoje (Донское) Groß Dirschkeim
- Donskoje (Донское) Dothen, auch: Schengels, Adlig Gedau (nicht mehr existent)
- Donskoje (Донское) Karolinen (nicht mehr existent)
- Doroschnoje (Дорожное) Altenberg
- Doroschnoje (Дорожное) Kaspershöfen
- Doroschnoje (Дорожное) Schunkarinn, 1938–1946 Schlieben (nicht mehr existent)
- Doroschny (Дорожный) Sandlauken, Kreis Königsberg/Samland
- Doroschny (Дорожный) Papuschienen, Kreis Insterburg, 1929–1946 Tannenfelde (nicht mehr existent)
- Dowatorowka (Доваторовка) Leipeningken, 1928–1946 Georgental, und Zwion
- Druschba (Дружба) Allenburg, polnisch Alberga,Alembork
- Druschba (Дружба) Kirschappen, Kreis Fischhausen/Samland
- Druschnoje (Дружное) Rüdlauken, 1938–1946 Rothöfen
- Druschnoje (Дружное) Mednicken
- Dserschinskoje (Дзержинское) Gowarten
- Dserschinskoje (Дзержинское) Jogelehnen, 1938–1946 Jürgendorf (nicht mehr existent)
- Dubki (Дубки) Neucken
- Dubki (Дубки) Charlottenthal, Kreis Heiligenbeil (nicht mehr existent)
- Dubki (Дубки) Paskallwen, 1938–1946 Schalau
- Dublinino (Дублинино) Doblienen
- Dubowaja Roschtscha (Дубовая Роща) Ballupönen (Ksp. Tollmingkehmen), Kreis Goldap, 1938–1946 Wittigshöfen
- Dubrawa (Дубрава) Buylien, 1938–1946 Schulzenwalde
- Dubrawa (Дубрава) Korreynen
- Dubrawino (Дубравино) Palentienen, 1938–1946 Palen
- Dubrowka (Дубровка) Görken, Klaussen und Pilzen
- Dubrowka (Дубровка) Drutschlauken, 1938–1946 Hasenfeld
- Dubrowka (Дубровка) Regehnen
- Dubrowka (Дубровка) Spannegeln
- Duminitschi (Думиничи) Giggarn, 1938–1946 Girren
- Dunaiskoje (Дунайское) Alt Wingeruppen, 1938–1946 Windungen sowie Czuppen, 1938 bis 1946 Schuppen, jetzt: Sorokino (Сорокино)
- Dunajewka (Дунаевка) Thierenberg (nicht mehr existent)
- Dunajewka (Дунаевка) Ganderkehmen, jetzt: Proletarskoje (Пролетарское)
- Dunajewka (Дунаевка) Kiaulkehmen, 1935–1946 Jungort (nicht mehr existent)
- Dwinskoje (Двинское) Warkallen, 1938–1946 Roloffseck
- Dworiki (Дворики) Klein Dirschkeim
- Dworiki (Дворики) Jodszen/Jodschen, 1938–1946 Schwarzenau (nicht mehr existent)
- Dworki (Дворки) Rogahnen
- Dworkino (Дворкино) Friedenberg

## F
- Fadejewo (Фадеево) Schunwillen, 1938–1946 Argenau
- Fedotowo (Федотово) (Groß) Plauen
- Fewralskoje (Февральское) Spullen, auch: Bludszen/Bludschen, 1938–1946 Vierhöfen
- Fewralskoje (Февральское) Groß Kirschnakeim, 1938–1946 Kirschkeim, auch: Klein Kirschnakeim, 1938–1946 Kleinschanzkrug, sowie: Dwielen, 1938–1946 Meißnershof
- Filino (Филино) Klein Kuhren
- Filippowka (Филипповка) Philippsthal
- Filippowka (Филипповка) Dommelkeim
- Fjodorowo (Фёдорово) Maldaiten
- Frunsenskoje (Фрунзенское) Bokellen
- Furmanowka (Фурмановка) Alt Kattenau, 1928–1946 Neu Trakehnen
- Furmanowka (Фурмановка) Friedrichsburg, Kreis Labiau
- Furmanowo (Фурманово) Klein Dexen, Schlawitten und Wonditten (nicht mehr existent)
- Furmanowo (Фурманово) Stannaitschen, 1938–1946 Zweilinden, auch: Luschen

## G
- Gajewo (Гаево) Kropiens
- Gajewo (Гаево) Rödszen/Rödschen, 1938–1946 Röden (nicht mehr existent)
- Ganino (Ганино) Gnottau (nicht mehr existent)
- Gannowka (Ганновка) Gerskullen, 1938–1946 Gerslinden
- Garino (Гарино) Ober Eißeln, 1938–1946 Obereißeln, jetzt: Gorino (Горино)
- Gastellowo (Гастеллово) Groß Friedrichsdorf
- Gawrilowka (Гавриловка) Schardeningken, 1938–1946 Schardingen
- Gawrilowo (Гаврилово) Gawaiten, 1938–1946 Herzogsrode
- Georgijewskoje (Георгиевское) Konradshorst
- Geroiskoje (Геройское) Goythenen (nicht mehr existent)
- Gluschkowo (Глушково) Plibischken
- Gogolewo (Гоголево) Kopainen
- Gogolewskoje (Гоголевское) Althof, Kreis Gerdauen
- Golowkino (Головкино) Nemonien, 1938–1946 Elchwerder
- Golubewo (Голубево) Seepothen
- Gontscharowo (Гончарово) Groß Saalau
- Gorbatowka (Горбатовка) Nortycken
- Gordoje (Гордое) Bürgersdorf
- Gorino (Горино) Ober Eißeln, 1938–1946 Obereißeln
- Gorki (Горки) Albehnen (nicht mehr existent)
- Gorkowski (Горьковский) Perwilten (nicht mehr existent)
- Gorkowskoje (Горьковское) Watzum (bis 1902: Wartnicken)
- Gorlowka (Горловка) Bollgehnen
- Gorochowo (Горохово) Sprittlauken
- Gorodkowo (Городково) Skören
- Goworowo (Говорово) Blausden, 1938 bis 1946 Blauden
- Gratschowka (Грачёвка) Kraam
- Gratschowo (Грачёво) Neusasserei, auch: Neusaß I und Neusaß II (nicht mehr existent)
- Grebnoje (Гребное) Grünhagen
- Gremjatschje (Гремячье) Groß Berschkallen, 1938–1946 Birken
- Gribki (Грибки) Langhöfel
- Gribojedowo (Грибоедово) Wanghusen
- Gribojedowo (Грибоедово) Kallwellen, 1938–1946 Torffelde (nicht mehr existent)
- Grigorjewka (Григорьевка) Sprindlack, Groß Birkenfelde, Groß Balzerischken (1938–1946 Balzershof und Rathsgrenz)
- Grigorjewo (Григорьево) Kissitten, Kreis Preußisch Eylau, seit 1993: Pobereschje (Побережье)
- Grigorjewo (Григорьево) Willkischken, seit 1993: Nowokolchosnoje (Новоколхозное)
- Griwino (Гривино) Girrehnen, 1938–1946 Güldengrund, sowie Meschken, 1938–1946 Meschenhof
- Gromowo, Rajon Bagrationowsk (Громово) Storkeim (nicht mehr existent)
- Gromowo, Rajon Slawsk (Громово) Lauknen, 1938–1946 Hohenbruch (Ostpr.)
- Gruschewka, Rajon Bagrationowsk (Грушевка) Seeben (nicht mehr existent)
- Gruschewka, Rajon Gussew (Грушевка) Wilkoschen, 1938–1946 Wolfseck (nicht mehr existent)
- Gruschewka (Грушевка) Sommerfeld
- Gruschewka (Грушевка) Groß Perbangen
- Gruschewka, Rajon Slawsk (Грушевка) Schenkendorf (nicht mehr existent)
- Gudkowo (Гудково) Gudgallen, 1938–1946 Großfelde, auch: Jonienen, 1938–1946 Tilsenau
- Gurjewsk (Гурьевск) Neuhausen
- Gussew (Гусев) Gumbinnen, polnisch Gąbin
- Gussewka (Гусевка) Drugthenen
- Gussewo (Гусево) Groß Park (nicht mehr existent)
- Gussewo (Гусево) Groß Gnie
- Gussewo (Гусево) Dorben
- Gwardeisk (Гвардейск) Tapiau, polnisch Tapiawa/Tapiewo, litauisch Tepliava/Tepliuva
- Gwardeiskoje (Гвардейское) Mühlhausen, Kreis Preußisch Eylau

## I
- Ignatowo (Игнатово) Gaistauden
- Ijulskoje (Июльское) Julienhöhe und Fischer-Taktau
- Iljino (Ильино) Bumbeln
- Iljinskoje (Ильинское) Kassuben
- Iljitschjowka (Ильичёвка) Lank
- Iljitschjowo (Ильичёво) Görken, Kreis Königsberg/Samland
- Iljuschino (Илюшино) Milluhnen, 1938–1946 Mühlengarten
- Iljuschino (Илюшино) Bönkeim und Johannisberg
- Illowaiskoje (Илловайское) Jucknaten, 1938–1946 Meißnersrode, auch: Lubinehlen, 1938–1946 Lubenwalde
- Instrutsch (Инструч) Inster (Fluss)
- Irkutskoje (Иркутское) Plöstwehnen
- Ischewskoje (Ижевское) Widitten
- Iskra (Искра) Kindschen, 1928–1946 Groß Kindschen
- Iskrowo (Искрово) Plattupönen, 1938–1946 Breitflur
- Iskrowo (Искрово) Ringels
- Ismailowo (Измайлово) Willuhnen (nicht mehr existent)
- Isobilnoje (Изобильное) Dedawe, 1938–1946 Deimehöh, auch: Klein Fließ und Rathswalde
- Istok (Исток) Neu Weynothen, 1938–1946 Preußenhof
- Istrowka (Истровка) Schaberau und Zargen
- Iswilino (Извилино)Dettmitten
- Iswilino (Извилино) Uderballen, 1938–1946 Otterwangen
- Iwanowka (Ивановка) Adlig-, Groß-, Klein- und Neu Bärwalde, Imbärwalde, Klein Ernstburg und Goltzhausen
- Iwanowka (Ивановка) Nendrinn, 1938–1946 Altlugau
- Iwanzowo (Иванцово) Deutsch Thierau (nicht mehr existent)
- Iwaschewka (Ивашевка) Wallehlischken, 1938–1946 Hagelsberg, jetzt: Michailowo (Михайлово)
- Iwaschkino (Ивашкино) Kollatischken, 1938–1946 Langenweiler

## J
- Jablonewka (Яблоневка) Lichtenhagen, Kreis Königsberg
- Jablonowka (Яблоновка) Bartenhof
- Jablonowka (Яблоновка) Wilhelmsberg
- Jablotschkino (Яблочкино) Lokehnen (nicht mehr existent)
- Jablotschnoje (Яблочное) Eichhorn, Kreis Insterburg
- Jagodnoje (Ягодное) Lindendorf
- Jagodnoje (Ягодное) Bredauen
- Jagodnoje (Ягодное) Bittehnen, 1938–1946 Biehnendorf
- Jagodnoje (Ягодное) Kapsitten
- Jagodnoje (Ягодное) Bersnicken
- Jakowlewo (Яковлево) Jakobsdorf, Kreis Wehlau
- Jamskoje (Ямское) Katharinenhof, Kreis Preußisch Eylau
- Jantarny (Янтарный) Palmnicken
- Jantarowka (Янтаровка) Wangnicken, Kreis Fischhausen/Samland
- Jarki (Ярки) Karpau
- Jaroslawskoje (Ярославское) Schönwalde, Kreis Königsberg/Samland
- Jaroslawskoje (Ярославское) Schlakalken (nicht mehr existent)
- Jarowoje (Яровое) Gertschen, 1938–1946 Gertenau
- Jarowoje (Яровое) Wange (nicht mehr existent)
- Jasnaja Poljana (Ясная Поляна) (Groß) Trakehnen
- Jasnaja Poljana (Ясная Поляна) Diedersdorf (nicht mehr existent)
- Jasnoje (Ясное) Kaukehmen, 1938–45 Kuckerneese
- Jasnoje (Ясное) Packerau, Kreis Heiligenbeil
- Jasnoje (Ясное) Lönhöfen (nicht mehr existent)
- Jasnoje Pole (Ясное Поле) Packallnischken, 1938–1946 Bergendorf, auch: Krausenwalde
- Jasnopoljanka (Яснополянка) Spucken, 1938–1946 Stucken
- Jasnopolskoje (Яснопольское) Auxkallen, Ksp. Pelleningken, 1938–1946 Hoheninster
- Jassenskoje (Ясеньское) (Groß) Kuglack
- Jegorjewskoje (Егорьевское) Sellwethen
- Jelanowka (Елановка) Wackern (nicht mehr existent)
- Jelniki (Ельники) Kanten
- Jelniki (Ельники) Weidlacken
- Jelnikowo (Ельниково) Neu Kirschnabeck, 1938–1946 Kleinhirschdorf
- Jelnino (Елнино) Gertlack (nicht mehr existent)
- Jelnjaki (Ельняки) Frischenau
- Jelowoje (Еловое) Kasenowsken, 1935–1946 Tannsee
- Jermakowo (Ермаково) Deutsch Wilten
- Jermolowo (Ермолово) Klein Scharlack (nicht mehr existent)
- Jerschowo (Ершово) Grünlinde, Kreis Wehlau
- Jerschowo (Ершово) Blankenau (nicht mehr existent)
- Judino (Юдино) Blecken
- Judino (Юдино) Jurgaitschen, 1938–1946 Jürgenfelde
- Juschny (Южный) Jesau und Katharinenhof
- Juschny (Южный) Aweiden und Speichersdorf

## K
- Kabanowo (Кабаново) Pelkeninken
- Kadymka (Кадымка) Escherningken (Eszerningken), 1938–1946 Eschingen
- Kalatschejewo (Калачеево) Klein Schillehlen, 1938–1946 Kleinschollen, auch: Pötkallen, 1938–1946 Pötken, sowie: Augskallen, 1938–1946 Güldenflur
- Kaliningrad (Калининград) Königsberg, polnisch Królewiec, litauisch Karaliaučius, tschechisch Královec
- Kalinino (Калинино) Mehlkehmen, 1938–1946 Birkenmühle
- Kalininskoje (Калининское) Augstupönen, Kreis Gumbinnen, 1938–1946 Hochfließ
- Kalinkowo (Калинково) Irglacken
- Kalinowka (Калиновка) Rodmannshöfen
- Kalinowka (Калиновка) Aulowönen, 1938–1946 Aulenbach
- Kalinowo (Калиново) Alt Budupönen, 1938–1946 Altpreußenfelde
- Kalinowo (Калиново) Tolklauken
- Kalmykowo (Калмыково) Heyde, Kreis Preußisch Eylau
- Kaluschskoje (Калужское) Grünheide, Kreis Insterburg
- Kamaritschi (Камаричи) Stumbern, 1936–1946 Auersfeld
- Kamenka (Каменка) Krücken mit Groß- und Klein Krücken
- Kamenka (Каменка) Friedrichstein
- Kamenka (Каменка) Steinau
- Kamenka (Каменка) Groß Pentlack, 1928–1946 Pentlack (nicht mehr existent)
- Kamenka (Каменка) Michelau
- Kamenskoje (Каменское) Saalau
- Kamyschewo (Камышево), seit 1993: Awgustowka (Августовка) Graventhien
- Kanasch (Канаш) Jurgaitschen, 1938–1946 Königskirch
- Kandijewo (Кандиево) Braxeinshof (nicht mehr existent)
- Kapustino (Капустино) Lenkutschen, 1938–1946 Schleifenau
- Karamyschewo (Карамышево) Pabbeln, Kreis Goldap, 1938–1946 Schardingen
- Karpinskoje (Карпинское) Oscheningken (Oszeningken), 1938–1946 Pfalzrode
- Karpowka (Карповка) Klein Dumbeln, Kreis Darkehmen, 1938–1946 Kleinkranichfelde
- Kasakowo (Казаково) Gerschwillauken (nicht mehr existent)
- Kaschirskoje (Каширское) Schaaksvitte
- Kaschtanowka (Каштановка) Gänsekrug
- Kaschtanowka (Каштановка) Eigarren, 1938–1945 Kernhall
- Kaschtanowka (Каштановка) Groß Hohenhagen (nicht mehr existent)
- Kaschtanowka (Каштановка) Karalkehmen, 1938–1945 Karlen (nicht mehr existent)
- Kaschtanowka (Каштановка) Mollehnen
- Kaschtanowka (Каштановка) Serpallen, Kreis Preußisch Eylau (nicht mehr existent)
- Kaschtanowo (Каштаново) Almenhausen, auch: Neu Waldeck, Kreis Preußisch Eylau
- Kaschtanowo (Каштаново) Schmilgienen, 1938–1946 Kornfelde
- Kaspijskoje (Каспийское) Wilpischen, Kreis Gumbinnen, 1928–1946 Eichenfeld
- Kertschenskoje (Керченское) Unruh (nicht mehr existent)
- Kijewskoje (Киевское) Schmiedehnen
- Kirpitschnoje (Кирпичное) Jockeln
- Kisseljowka (Киселёвка) Karschau, Kreis Bartenstein (Friedland)
- Klenowoje (Кленовое) Grüneberg, Kreis Gerdauen
- Klenowoje (Кленовое) Klein Hubnicken
- Klimowka (Климовка) Camanten, 1938–1946 Kamanten
- Klimowka (Климовка) Wicken
- Klimowka (Климовка) Wilhelmsrode (nicht mehr existent)
- Klinzowka (Клинцовка) Wickiau
- Kljukwennoje (Клюквенное) Klycken
- Kljutschewoje (Ключевое) Rambsen (nicht mehr existent)
- Kljutschewoje (Ключевое) Raging
- Kolchosnoje (Колхозное) Krauleidszen/Krauleidschen, 1938–1946 Schöppenfelde
- Kolodino (Колодино) Augustenhof, Kreis Preußisch Eylau (nicht mehr existent)
- Kolossowka (Колосовка) Willgaiten und Wiekau
- Komarowo (Комарово) Groß Haferbeck (nicht mehr existent)
- Komsomolsk (Комсомольск) Löwenhagen
- Komsomolskoje (Комсомольское) Schönfließ
- Konewo (Конево) Szameitschen, 1923–1946 Waldhorst
- Konstantinowka (Константиновка) Eisenbart (nicht mehr existent)
- Konstantinowka (Константиновка) Kieselkehmen, 1938–1946 Kieselkeim
- Konstantinowka (Константиновка) Konradswalde, Kreis Königsberg/Samland und Waldhöfen
- Kornewo (Корнево) Zinten, polnisch Cynty
- Korolenkowo (Короленково) Oschkin, 1938–1946 Oschern
- Kortschagino (Корчагино) Tiedtken
- Koschelewo (Кошелево) Kaschelen, 1938–1946 Kasseln, sowie Patilszen/Patilschen, 1938–1946 Tilsen
- Koschewoje (Кошевое) Linken
- Koschewoje (Кошевое) Lisettenfeld
- Koslowka (Козловка) (bis 2008: Koslowo) Schanwitz
- Koslowka (Козловка) Sauskeppen, 1938–1946 Sausen
- Koslowo (Козлово), siehe unter: Koslowka
- Kosmodemjanskoje (Космодемьянское) Molsehnen
- Kossa (Коса) Neutief
- Kossatuchino (Косатухино) Barsen und Sollecken
- Kostino (Костино) Stobricken, 1938–1946 Krammsdorf
- Kostjukowka (Костюковка) Heyde, Kreis Friedland/Bartenstein
- Kostjukowo (Костюково) Hasseldamm
- Kostjukowo (Костюково) Szillenbruch, 1936– 1945 Schillenbruch
- Kostromino (Костромино) Kortmedien sowie Groß Allendorf, Großheim, Grünheim und Neumühl
- Kostrowo (Кострово) Bludau, Kreis Fischhausen
- Kotelnikowo (Котельниково) Wargen
- Kotelnikowo (Котельниково) (Groß) Neuhof-Ragnit
- Kotschkino (Кочкино) Popowken, 1938–1946 Neusobrost
- Kotschubejewo (Кочубеево) Agonken, 1936–1946 Altsiedel
- Kowrowo (Коврово) Nautzau
- Kraineje (Крайнее) Juckstein, auch: Dundeln sowie Pabuduppen, 1938–1946 Finkenhagen
- Krasnaja Dubrawa (Красная Дубрава) Eszerningken/Escherningken, 1938–1946 Gutfließ
- Krasnaja Gorka (Красная Горка) Grünhayn (nicht mehr existent)
- Krasnaja Gorka (Красная Горка) Nettienen
- Krasnoarmeiskoje (Красноармейское) Sollau und Kilgis (bis 1992: Saretschje)
- Krasnoarmeiskoje (Красноармейское) Abscherningken, 1938–1946 Dachshausen (nicht mehr existent)
- Krasnocholmskoje (Краснохолмское) Abschruten, kreis Labiau, 1938–1946 Ehlertfelde
- Krasnodonskoje (Краснодонское) Auerswalde und Keimkallen
- Krasnoflotskoje (Краснофлотское) Rosenberg, Kreis Heiligenbeil (nicht mehr existent)
- Krasnoflotskoje (Краснофлотское) Korben
- Krasnogorskoje (Красногорское) Niebudszen/Niebudschen, 1938–1946 Herzogskirch, auch: Martischen, 1938–1946 Martinshof
- Krasnojarskoje (Красноярское) Sodehnen, Kreis Darkehmen/Angerapp
- Krasnoje (Красное) Wolfsdorf, Kreis Königsberg/Samland
- Krasnoje (Красное) Agilla, 1938–1946 Haffwerder
- Krasnoje (Красное) (Groß) Astrawischken, 1938–1946 Astrau
- Krasnoje (Красное) Schöntritten, Kreis Friedland/Bartenstein (nicht mehr existent)
- Krasnoje (Красное) Lindicken, Kreis Insterburg
- Krasnoje (Красное) Lolidimmern, 1938–1946 Lolen (nicht mehr existent)
- Krasnoje Selo (Красное Село) Kiauschälen, 1938–1946 Kleinmark, auch: Klapaten, 1938–1946 Angerwiese
- Krasnolessje (Краснолесье) (Groß) Rominten
- Krasnooktjabrskoje (Краснооктябрьское) Groß Ponnau
- Krasnopartisanskoje (Краснопартизанское) Ernsthof, Kreis Preußisch Eylau (nicht mehr existent)
- Krasnopoljanskoje (Краснополянское) Groß Gaudischkehmen, 1938–1946 Großgauden
- Krasnopolje (Краснополье) Hohenstein, Kreis Friedland/Bartenstein
- Krasnopolje (Краснополье) Sperlings, Kreis Königsberg/Samland
- Krasnopolje (Краснополье) Pötschkehmen, 1934–1946 Pötschwalde
- Krasnoretschje (Красноречье) Kunzen (nicht mehr existent)
- Krasnosnamensk (Краснознаменск) Lasdehnen, 1938–45 Haselberg
- Krasnosnamenskoje (Краснознаменское) Dollstädt und Vogelsang
- Krasnosnamenskoje (Краснознаменское) Klein Girratischken, 1935–1946 Gronwalde
- Krasnotorowka (Красноторовка) Heiligenkreutz
- Krasnowka (Красновка) Markehnen
- Krasnowka (Красновка) Birkenfeld
- Krasny Bor (Красный Бор) Starkenberg
- Krasny Bor (Красный Бор) Kellmienen, 1938–1946 Kellmen
- Krasny Bor (Красный Бор) Krakau, auch: Klein Steindorf, Müllershorst und Peremtienen
- Krasny Bor (Красный Бор) Ditthausen (nicht mehr existent)
- Krasny Jar (Красный Яр) Parnehnen
- Kremnjowo (Кремнёво) Groß Blumenau und Klein Blumenau, Kreis Fischhausen/Samland
- Krugloje (Круглое) Roßthal
- Kruglowka (Кругловка) Neuendorf, Kreis Wehlau
- Kruglowka (Кругловка) Kurnehnen, 1938–1946 Kurnen
- Kruglowo (Круглово) Polennen
- Krupino (Крупино) Lawo (nicht mehr existent)
- Krupino (Крупино) Carlswalde (nicht mehr existent)
- Kruschinino (Крушинино) Kruschinnen, 1938–1946 Altlinde
- Krutoi Jar (Крутой Яр) Götzlack
- Krylowka (Крыловка) Wischrodt
- Krylowo (Крылово) Nordenburg, polnisch Nordembork
- Krymskoje (Крымское) Prätlack
- Kubanowka (Кубановка) Brakupönen, 1938–1946 Roßlinde
- Kudrinka (Кудринка) Backeln
- Kudrjawzewo (Кудрявцево) Kuglacken
- Kuibyschewskoje (Куйбышевское) Petersdorf, Kreis Wehlau
- Kulikowo (Куликово) Strobjehnen
- Kulikowo (Куликово) Elchdorf, bis 1906: Pojerstieten (bei Wargen)
- Kumatschowo (Кумачёво) Tropitten
- Kumatschowo (Кумачёво) Kumehnen
- Kunzewo (Кунцево) Weßlienen
- Kunzewo (Кунцево) Grünhof, Kreis Preußisch Eylau (nicht mehr existent)
- Kurgan (Курган) Kuxtern
- Kurgany (Курганы) Wachsnicken
- Kurortnoje (Курортное) (Groß) Wohnsdorf, auch: Agnesenhof
- Kurortnoje (Курортное) Groß Budlacken
- Kusmino (Кузьмино) Dumbeln (1938–1946 Kranichfelde) und Kurschen
- Kusmino (Кузьмино) Kubillehlen, 19938–1946 Freieneck (nicht mehr existent)
- Kusnetschnoje (?) Genditten und Kniepitten, jetzt eingemeindet nach Berjosowka
- Kusnezkoje (Кузнецкое) Backelfeld
- Kusnezowo (Кузнецово) Annaberg
- Kustowo (Кустово) Klein Lenkeningken, 1938–1946 Kleinlenkenau
- Kutusowo (Кутузово) Schirwindt, polnisch Szyrwinty
- Kutusowo (Кутузово) Fräuleinhof
- Kutusowo (Кутузово) Kleschowen (Kleszowen), 1938–1946 Kleschauen

## L
- Laduschkin (Ладушкин) Ludwigsort und Schneewalde
- Ladygino (Ладыгино) Korschenruh
- Lagernoje (Лагерное) Lenken, Kreis Ragnit/Tilsit-Ragnit
- Lasarewo (Лазарево) Grüntann
- Laskino (Ласкино) Godrienen
- Lasowskoje (Лазовское) Trömpau
- Leninskoje (Ленинское) Pokraken, 1938–1946 Weidenau
- Lermontowo (Лермонтово) Wogau und Boggentin
- Lermontowo (Лермонтово) Ischdaggen, 1938–1946 Branden
- Lermontowo (Лермонтово) Leputschen, 1938–1946 Oberschwalben (nicht mehr existent)
- Lessistoje (Лесистое) Nassawen
- Leskowo (Лесково) Rammonischken, 1938 bis 1946 Hagenfließ
- Leskowo (Лесково) Klinthenen, Forsthaus
- Lesnaja (Лесная) Hollstädt (nicht mehr existent)
- Lesnitschje (Лесничье) Milchbude, Kreis Darkehmen (Angerapp)
- Lesnoi (Лесной) Sarkau
- Lesnoi (Лесной) Wangnicken, Kreis Preußisch Eylau (nicht mehr existent)
- Lesnoje (Лесное) Ludwigswalde
- Lesnoje (Лесное) Groß Lenkeningken, 1938–1946 Großlenkenau
- Lesnoje (Лесное) (kein deutscher Name bekannt)
- Lesnoje (Лесное) Warnicken
- Lesnoje (Лесное) Dwarischken, Kreis Insterburg, 1928–1946: Eichenberg
- Lessenkowo (Лесенково) Plinken
- Lessistoje (Лесистое) Nassawen
- Lewobereschnoje (Левобережное) Schakuhnen, 1938–1946: Schakendorf
- Lineinoje (Линейное) Arweiden und Bögen
- Linjowo (Линёво) Schönlinde, Kreis Gerdauen, auch: Budwischken, 1938–1946 Oberndorf, Kreis Gerdauen
- Lipki (Липки) Lenkimmen, 1938–1946 Uhlenhorst
- Lipnjaki (Липняки) Trausen (Gut)
- Lipowka (Липовка) Gallingen, Kreis Heiligenbeil, Grünwalde, Kreis Heiligenbeil und Rosocken
- Lipowka (Липовка) Stenken
- Lipowka (Липовка) Schacken, 1938–1946 Schackenau, auch: Guttawutschen
- Lipowo (Липово) Kulligkehmen, 1938–1946 Ohldorf
- Liski (Лиски) Kingitten
- Liskino (Лискино) Lieskendorf
- Listopadowka (Листопадовка) Bärholz
- Listowoje (Листовое) Woydiethen
- Liwenskoje (Ливенское) Galbrasten, 1938–1946 Dreifurt, sowie: Kragelischken, 1938–1946 Kragelingen
- Liwny (Ливны) Stobingen, Kreis Wehlau
- Ljotnoje (Лётное) Tenkieten
- Ljublimowka (Любимовка) Klein Baitschen, jetzt: Podgorowka (Подгоровка)
- Ljubimowo (Любимово) Wisdehnen (nicht mehr existent)
- Ljublino (Люблино) Seerappen und Korniten
- Logwino (Логвино) Medenau
- Lomonossowka (Ломоносовка) Permauern, 1938–1946  Mauern, auch: Meyerhof
- Lomowo (Ломово) Puspern, auch: Tublauken, 1938–1946 Schweizersfelde
- Loschtschinka (Лощинка) Uszballen/Uschballen, 1938–1946 Birkenried
- Losnjaki (Лозняки) Grietischken, 1938–1946 Grieteinen
- Losowoje (Лозовое) Kremitten und Podollen
- Losowoje (Лозовое) Salten
- Losowje (Лозовое) Eszeratschen, 1936–1938 Escheratschen, 1938–1946 Eschenhang
- Losowoje (Лозовое) Kahlholz (nicht mehr existent)
- Lossewo (Лосево) Rensegut (nicht mehr existent)
- Lossewo (Лосево) Rentengut
- Lossewo (Лосево) Groß Augstutschen (1930–1946: Rehwalde) und Kiauschen (1938–1946 Wetterau)
- Lugowoje (Луговое) Bilderweitschen, 1938–1946 Bilderweiten
- Lugowoje (Луговое) Gutenfeld
- Lugowoje (Луговое) Hohenfelde
- Lugowoje (Луговое) Klein Park und Zwangshof (nicht mehr existent)
- Lugowskoje (Луговское) Lobitten
- Lukino (Лукино) Kloschenen
- Lukjanowo (Лукьяново) Lenkonischken, 1938–1946 Großschenkendorf
- Lukjanowo (Лукьяново) Szillenberg, 1936–1946 Schillenberg
- Lunino (Лунино) Dargen
- Lunino (Лунино) Sanditten
- Lunino (Лунино) Lengwethen, 1938–1945 Hohensalzburg, auch: Beinigkehmen, 1938–1946 Beiningen
- Lunino (Лунино) Blumberg, Kreis Gumbinnen (nicht mehr existent)
- Luschki (Лужки) Julienhof, Kreis Königsberg/Samland
- Luschki (Лужки) Tarputschen, 1938–1946 Sauckenhof
- Luschki (Лужки) Kiauten
- Luschki (Лужки) Dittballen, 1938–1946 Streulage
- Luschki (Лужки) Petrineusaß (nicht mehr existent)
- Luschki (Лужки) Pomauden (nicht mehr existent)
- Lwowskoje (Львовское) Gudwallen

## M
- Maikowo (Майково) Neu Park (nicht mehr existent)
- Maiski (Майский) Mandtkeim
- Maiskoje (Майское) Meyken
- Maiskoje (Майское) Mallwischken, 1938–1946 Mallwen
- Maiskoje (Майское) Groß Bajohren (1938–1946 Baiersfelde) und Packerau
- Maiskoje (Майское) Schnecken
- Majak (Маяк) Brüsterort
- Majakowskoje (Маяковское) Nemmersdorf
- Majowka (Маёвка) Georgenburg
- Malaja Dubrowka (Малая Дубровка) Bratricken, 1938–1946 Brahetal
- Malachowo (Малахово) Ziegelhöfchen, Kreis Wehlau (nicht mehr existent)
- Malaja Dubrowka (Малая Дубровка) Bugdszen/Bugdschen, 1938–1946 Klimmen (nicht mehr existent)
- Malaja Klimowka (Малая Климовка) Groß Grobienen
- Malaja Matrossowka (Малая Матросовка) (kein ehemaliger deutscher Name bekannt)
- Malaja Petrowka (Малая Петровка) Jurgaitschen, 1938–1946 Kleinau (nicht mehr existent)
- Malinniki (Малинники) Spitzings
- Malinowka (Малиновка) Glauthienen (nicht mehr existent)
- Malinowka (Малиновка) Stangau
- Malinowka (Малиновка) [kein deutscher Name bekannt]
- Malinowka (Малиновка) Biothen und Podewitten
- Malinowka (Малиновка) Wolmen
- Malinowka (Малиновка) Wargenau
- Malinowka (Малиновка) Sprakten
- Malinowka (Малиновка) Meschken, 1938–1946 Meschenhof, jetzt: Griwino
- Malodworki (Малодворки) Sechshuben, Kreis Gerdauen
- Maloje Ischewskoje (Малое Ижевское) Groß Dumbeln, 1938–1946 Erlensee
- Maloje Issakowo (Малое Исаково) Krug Lauth
- Maloje Kusnezowo (Малое Кузнецово) Seeberg
- Maloje Lesnoje (Малое Лесное) Friedrichshof, Kreis Königsberg/Samland
- Maloje Lugowoje (Малое Луговое) Gutenfeld (Reichssiedlung)
- Maloje Osjornoje (Малое Озёрное) Auklappen
- Maloje Otwaschnoje (Малое Отважное) Klein Wickbold
- Maloje Pensenskoje (Малое Пензенское) Gelleszuhnen/Gelleschuhnen, 1938–1946 Gellenau
- Maloje Putjatino (Малое Путятино) Scherrewischken, 1938–1946 Bruderhof
- Maloje Wassilkowo (Малое Васильково) Neudamm (Gut)
- Malomoschaiskoje (Маломожайское) Budwethen, Kreis Ragnit, 1938–1946 Altenkirch, auch: Naujeningken, Ksp. Budwethen, 1938–1946 Neusiedel (Ostpr.), sowie: Wingschnienen, 1938–1946 Ostmoor
- Malyje Bereschki (Малые Бережки) Neu Lappienen, 1938–1946 Rauterdorf
- Malzewo (Мальцево) Klein Karpowen, 1938–1946 Klein Karpau
- Mamonowo (Мамоново) Heiligenbeil, polnisch Świętomiejsce/Święta Siekierka, litauisch Šventapilis/Šventapilė
- Marijskoje (Марийское) Weißenstein
- Marjino (Марьино) Arnau, jetzt: Rodniki (Родники)
- Marjino (Марьино) Schleuduhnen (nicht mehr existent)
- Marjinskoje (Марьинское) Marscheiten
- Marschalskoje (Маршальское) Gallgarben
- Marxowo (Марксово) (Groß) Steinrode, Skursdienen (1938–1946 Steinrode, sowie Steingrenz)
- Matrossowo (Матросово) Gilge
- Matrossowo (Матросово) Uggehnen
- Matwejewka (Матвеевка) Hermannshof
- Maximowka (Максимовка) Kaimelswerder, jetzt: Mischkino (Мишкино)
- Medowoje (Медовое) Sollnicken und Tykrigehnen
- Medowoje (Медовое) Abschruten, kreis Ragnit, 1938–1946 Schroten, jetzt: Sabrodino
- Medwedewka (Медведевка) Trutenau
- Medwedewka (Медведевка) Muldszehlen, 1936–1938 Muldschehlen, 1938–1946 Muldenwiese
- Medwedewo (Медведево) Norgau
- Melnikowo (Мельниково) Rudau und Jaxen
- Melnikowo (Мельниково) Murgischken, 1938–1946 Bastental
- Melnitschnoje (Мельничное) Lesgewangminnen, 1938–1946 Lesgewangen, jetzt: Sabrodino (nicht mehr existent)
- Mendelejewo (Менделеево) Juditten
- Mendelejewo (Менделеево) Poggenpfuhl
- Meschdulessje (Междулесье) Alt Thalau
- Meschdulessje (Междулесье) Kukers, Jodeiken und Knäblacken
- Meschduretschje (Междуречье) Groß Pillkallen, 1938–1946 Kallenfeld
- Meschduretschje (Междуречье) Auerfluß (nicht mehr existent)
- Meschduretschje (Междуречье) Norkitten
- Meschduretschje (Schelesnodoroschnaja stanzija) (Междуречье) Bahnhof Norkitten
- Meschduretschje (Междуречье) Piaten (nicht mehr existent)
- Metschnikowo (Мечниково) Neuhäuser (nicht mehr existent)
- Metschnikowo (Мечниково) Mauenwalde (nicht mehr existent)
- Michailowka (Михайловка) Linde, Kreis Gerdauen
- Michailowka (Михайловка) Moulienen, 1938–1946 Moulinen
- Michailowo (Михайлово) Eszerningken/Escherningken, 1938–1946 Neupassau, sowie: Wallehlischken, 1938–1946 Hagelsberg
- Michailowskoje (Михайловское) Maraunen, Kreis Heiligenbeil und Nonnenhausen (nicht mehr existent)
- Minino (Минино) Bögen, Kreis Friedland/Bartenstein
- Minino (Минино) Skrebudicken, 1938–1946 Finkental (Ostpr.)
- Minskoje (Минское) Groß Pelledauen, 1938–1946 Jungferngrund
- Mirny (Мирный) wohl Szieden, 1936–1946 Schieden
- Mischkino (Мишкино) Kaimelswerder
- Mitino (Митино) Stantau
- Mitschurino (Мичурино) Klaussitten und Korschellen (nicht mehr existent)
- Mitschurino (Мичурино) Lasdinehlen, 1938–1946 Sommerswalde
- Mitschurino, Rajon Tschernjachowsk (Мичурино) Pieragienen, 1928–1946 Angerlinde
- Mitschurinski (Мичуринский) Althof-Ragnit
- Mitschurinskoje (Мичуринское) Drücklershöfchen
- Mitschurinskoje (Мичуринское) Schackeln, Kreis Goldap
- Mochowoje (Моховое) Wiskiauten
- Mochowoje (Моховое) Eberswalde, Kreis Preußisch Eylau (nicht mehr existent)
- Molodezkoje (Молодецкое) Heiligenwalde (Domäne) (nicht mehr existent)
- Molodogwardeiskoje (Молодогвардейское) Finken (nicht mehr existent)
- Molotschnoje (Молочное) Klein Drebnau (nicht mehr existent)
- Mordowskoje (Мордовское) Sergitten, Kreis Labiau
- Mordowskoje (Мордовское) Groß Legitten, jetzt: Turgenewo (Тургенево)
- Morgunowo (Моргуново) Langendorf, Kreis Königsberg/Samland
- Morosowka (Морозовка) Sacherau
- Morosowka (Морозовка) Ober Alkehnen, Unter Alkehnen
- Morosowka (Морозовка) Klein Astrawischken, 1938–1946 Ilmengrund (nicht mehr existent)
- Morschanskoje (Моршанское) Schreitlacken
- Morskoje (Морское) Pillkoppen
- Moschenskoje (Мошенское) (Adlig) Pil(l)kallen, 1921–1938 Neu Pillkallen, 1938–1946 Rüttelsdorf
- Moskowskoje (Московское) Schrombehnen
- Moskowskoje (Московское) Partheinen und Mükühnen
- Moskowskoje (Московское) Wieszeiten/Wiescheiten, 1938–1946 Kleinsommershöfen
- Moskwino (Москвино) Naujeningken, Ksp. Budwethen, 1938–1946: Neusiedel (Ostpr.), jetzt: Malomoschaiskoje (Маломожайское)
- Mostowoje (Мостовое) Sköpen
- Mostowoje (Мостовое) Kallwischken, 1938–1946 Hengstenberg
- Mostowoje (Мостовое) Laugallen, 1938–1946 Kleehausen (nicht mehr existent)
- Mostowoje (Мостовое) Budweitschen, 1938–1946 Zenthof (nicht mehr existent)
- Mosyr (Мозырь) Klein Gnie, 1938–1946 Kleingnie
- Motornoje (Моторное) Groß Jägersdorf (nicht mehr existent)
- Muratowo (Муратово) Panzhof (nicht mehr existent)
- Murawjowo (Муравьёво) Praßlauken, 1938–1946 Praßfeld
- Muromskoje (Муромское) Laptau, Kreis Fischhausen/Samland
- Muromskoje (Муромское) Tenknitten, Kreis Preußisch Eylau (nicht mehr existent)
- Muschkino (Мушкино) Lauck und Stobecken
- Myssowka (Мысовка) Karkeln

## N
- Nachimowo (Нахимово) Roddau, Perkuiken, Kreis Wehlau und Wilhelminenhof, Kreis Wehlau
- Nachimowo (Нахимово) Bardszen, 1938–1946 Bartschen (nicht mehr existent)
- Nachimowo (Нахимово) Louisenthal, Kreis Insterburg, und Irrmuntinnen (nicht mehr existent)
- Nadeschdino (Надеждино) Lampasch
- Nadeschdino (Надеждино) Gersthenen (nicht mehr existent)
- Nadeschdino (Надеждино) Twergaiten (nicht mehr existent)
- Nagornoje (Нагорное) Groß Dexen und Roditten
- Nagornoje (Нагорное) Koggen
- Nagornoje (Нагорное) Alt Ragaischen, 1938–1946 Konradshof
- Nagornoje (Нагорное) Perkappen, Kreis Friedland/Bartenstein
- Nagornoje (Нагорное) Geswethen, 1938–1946 Landwehr
- Nagornoje (Нагорное) Jodszen/Jodschen, 1938–1946 Ackermühle (nicht mehr existent)
- Nagornoje (Нагорное) Gobienen (nicht mehr existent)
- Nagornoje (Нагорное) Wilpischen, Kreis Stallupönen/Ebenrode, 1938–1946 Wilpen (nicht mehr existent)
- Naumowka (Наумовка) Germehnen
- Nekrassowka (Некрасовка) Nordenthal, Kreis Gerdauen
- Nekrassowo (Некрасово) Wöterkeim und Moddien (nicht mehr existent)
- Nekrassowo (Некрасово) Liska-Schaaken
- Nekrassowo (Некрасово) Groß Sodehnen, 1938–1946 Grenzen
- Nekrassowo (Некрасово) (Groß) Scharlack
- Nelidowo (Нелидово) Maleyken, 1938–1946 Maleiken
- Neman (Неман) Ragnit, polnisch Ragneta
- Nemanskoje (Неманское) Trappönen, 1938–1946 Trappen
- Neschinskoje (Нежинское) Neu Kattenau
- Nesterow (Нестеров) Stallupönen, 1938–1946 Ebenrode, polnisch Stołupiany
- Netschajewo (Нечаево) Ottoberg
- Newskoje (Невское) Fabiansfelde und Groß Lauth
- Newskoje (Невское) Pillupönen, Kreis Stallupönen 1938–1946 Schloßbach
- Nikitino (Никитино) Bawien, 1938–1946 Bauden
- Nikitowka (Никитовка) Uszpiaunen, 1936–1938 Uschpiaunen, 1938–1946 Kiesdorf
- Nikitowka (Никитовка) Lablacken
- Nikolajewka (Николаевка) Waldburg, Kreis Gerdauen
- Nikolskoje (Никольское) Giewerlauken, 1938–1946 Hirschflur
- Nilowo (Нилово) Groß Polleyken, 1938–1946 (Groß) Polleiken
- Nischneje (Нижнее) Sollecken
- Nismennoje (Низменное) Pleinlauken, 1928–1946 Rosenthal
- Nisowje (Низовье) Waldau
- Nisowka (Низовка) Nadrau, Kreis Fischhausen/Samland
- Niwenskoje (Нивенское) Wittenberg, Kreis Preußisch Eylau sowie Friederikenthal
- Niwy (Нивы) Kompehnen
- Nowaja Derewnja (Новая Деревня) Alt Gertlauken
- Nowaja Schisn (Новая Жизнь) Friedrichswalde, auch: Neu Domharthenen, 1938–1946 Kleindomhardtfelde
- Nowgorodskoje (Новгородское) Mettkeim
- Nowgorodskoje (Новгородское) Egglenischken, 1938–1946 Preußischnassau
- Nowinki (Новинки) Kögsten, 1938–1946 Michelfelde
- Nowo-Bijskoje (Ново-Бийское) Friedrichswalde, Kreis Gerdauen
- Nowo-Bobruisk (Ново-Бобруйск) Ilmsdorf
- Nowochatka (Новохатка) Skarupnen, 1938–1946 Hartental
- Nowo-Doroschny (Ново-Дорожный) Hoch Karschau
- Nowo-Gurjewskoje (Ново-Гурьевское) Kallnen, 1938–1946 Drachenberg
- Nowo-Kamenskoje (Ново-Каменское) Kathrinlacken
- Nowo-Moskowskoje (Ново-Московское) Poplitten, Louisenhof und Alt Kaimen
- Nowoje (Новое) Trimmau (nicht mehr existent)
- Nowoje Lesnoje (Новое Лесное) (ehemals nicht benannter Ort)
- Nowoje Nilowo (Новое Нилово) Klein Polleyken, 1938–1946 Klein Polleyken (nicht mehr existent)
- Nowokolchosnoje (Новоколхозное) Neu Argeningken, 1938–1946 Argenbrück, auch: Bublauken, 1938–1946 Argenfurt, Sandlauken, 1938–1946 Sandfelde und Willkischken
- Nowoselskoje (Новосельское) Schaltischledimmen, 1929–1945 Neuwiese
- Nowoselskoje (Новосельское) Willkeim
- Nowoselzewo (Новосельцево) Worellen, 1938–1946 Runden
- Nowosjolki (Новосёлки) Klein Waldeck
- Nowosjolki (Новосёлки) Neuendorf, Kreis Gerdauen
- Nowosjolki (Новосёлки) Labben (nicht mehr existent)
- Nowosjolowo (Новосёлово) Groß Rödersdorf
- Nowo-Slawjanskoje (Ново-Славянское) Königsfelde
- Nowoslawkino (Новославкино) Schaltinnen, 1938–1946 Quellental
- Nowosselje (Новоселье) Kariotkehmen, 1938–1946 Karkeim (nicht mehr existent)
- Nowosselje (Новоселье) Waiwern, 1938–1946 Seilhofen, jetzt: Pokrowskoje
- Nowostroika (Новостройка)
- Nowostrojewo (Новостроево) Trempen
- Nowostrojewo (Новостроево) Waldhöhe
- Nowouralskoje (Новоуральское) Uszpiaunehlen/Uschpiaunehlen, 1938–1946 Fohlental
- Nowy (Новый) Eichenkrug

## O
- Obrutschewo (Обручево) Groß Wingsnupönen, 1938–1946 Großwingen, auch: Kellmienen, 1938–1946 Kellen (Ostpr.), und: Försterei Lappienen
- Obuchowo (Обухово) Lixeiden
- Ochotnitschje (Охотничье) Klein Ilmsdorf
- Ochotnitschje (Охотничье) Groß Ballupönen, 1928–1938 Ballupönen, 1938–1946 Löffkeshof (nicht mehr existent)
- Ochotnoje (Охотное) Bombitten (nicht mehr existent)
- Ochotnoje (Охотное) Bieskobnicken
- Ochotnoje (Охотное) Liedemeiten, 1938–1946 Gerhardsweide
- Ogorodnoje (Огородное) Ernsthof, Kreis Darkehmen (Angerapp)
- Oktjabrskoje (Октябрьское) Alt Weynothen, 1938–1946 Weinoten
- Oktjabrskoje (Октябрьское) Klein Schönau
- Oktjabrskoje (Октябрьское) Panzerlauken, 1938–1946 Panzerfelde
- Oktjabrskoje (Октябрьское) Wargitten und Patranken
- Oktjabrskoje (Октябрьское) Moritten, Kreis Preußisch Eylau (nicht mehr existent)
- Oktjabrskoje (Октябрьское) Dopsattel, seit 1993: Saretschnoje (Заречное)
- Okunjowo (Окунёво) Nodems (nicht mehr existent)
- Okunjowo (Окунёво) Kekorischken, 1938–1946 Auerbach
- Olchowatka (Ольховатка) Walterkehmen, 1938–1946 Großwaltersdorf
- Olchowka (Ольховка) Köllmisch Damerau und Kawerninken, 1938–1946: Kawernicken
- Olchowoje (Ольховое) Korwingen
- Oljochowo (Олёхово) Grieben
- Olneschskoje (?) Gulbenischken, 1938–1946 Gulbensee
- Olschanka (Ольшанка) Obrotten
- Olschanka (Ольшанка) Bohlen (nicht mehr existent)
- Oneschskoje (Онежское) Schröterlauken, 1938–1946 Schrötersheim, jetzt: Podgorowka (Подгоровка)
- Opotschenskoje (Опоченское) Groß Skirlack
- Opuschki (Опушки) Adlig Gallgarben
- Opuschki (Опушки) Wolfshöhe, Kreis Gerdauen
- Orechowka (Ореховка) Poduhren
- Orechowo (Орехово) Althof, Kreis Preußisch Eylau
- Orechowo (Орехово) Schalben
- Orechowo (Орехово) Neu Löbkojen, 1938–1946: Neulepkau
- Orlowka (Орловка) Nesselbeck
- Orlowka (Орловка) Austinehlen (1938–1946 Austinshof), Adomlauken (1938–1946 Adamshausen) und Pennacken (1938–1946 Werfen) (nicht mehr existent)
- Oserki (Озерки) Groß Lindenau
- Oserki (Озерки) Warnen, Kreis Goldap
- Oserki (Озерки) Georgenfelde
- Oserowo (Озерово) Tranßau und Gidauten
- Osjornoje (Озёрное) Groß Barthen und Klein Hohenhagen
- Osjornoje (Озёрное) Neu Lappönen
- Osjornoje (Озёрное) Alt Lubönen (nicht mehr existent)
- Osjorsk (Озёрск) Darkehmen, 1938–1946 Angerapp, polnisch Darkiejmy
- Ossinowka (Осиновка) Konitten (nicht mehr existent)
- Ossinowka (Осиновка) Osseningken, 1931–1946 Grünau (nicht mehr existent)
- Ossinowka (Осиновка) Stampelken
- Ossinowka (Осиновка) Uszballen, 1936–1938 Uschballen, 1938–1946 Dittau
- Ossinowka (Осиновка) Wandlaudszen, 1936–1938 Wandlaudschen, 1938–1946 Rotenkamp (nicht mehr existent)
- Ossokino (Осокино) Blöcken
- Ossokino (Осокино) Groß Waldeck
- Ossokino (Осокино) Panjes
- Ostrogorki (Острогорки) Groß Schunkern
- Ostrogoschskoje (Острогожское) Uzbördszen/Uschbördschen, 1938–1946Karpfenwinkel, auch: Waldlinden und Rucken, Kreis Pillkallen
- Ostrownoje (Островное) Motzwethen, 1938–1946 Motzfelde
- Ostrownoje (Островное) Liepnicken, seit 1993: Saretschnoje (Заречное)
- Ostrowskoje (Островское) Mostitten, Plenitten und Ranglack (nicht mehr existent)
- Ostrowskoje (Островское) Seewalde, Kreis Königsberg/Samland
- Otkossowo (Откосово) Rosignaiten
- Otradnoje (Отрадное) Karmitten
- Otradnoje (Отрадное) Kunigehlen, 1938–1946 Stroppau
- Otradnoje (Отрадное) Georgenswalde
- Otradnoje (Отрадное) Blockinnen, 1938–1946 Blocken
- Otradnoje (Отрадное) Groß Skattegirren, 1938–1946 Groschenweide (nicht mehr existent)
- Otradnoje (Отрадное) Patilszen/Patilschen, 1938–1946 Insterwalde (nicht mehr existent)
- Otschakowo (Очаково) Groß Kannapinnen, 1938–1946 Steinsruh
- Otwaschnoje (Отважное) Braxeinswalde und Wickbold
- Owraschje (Овражье) Schlepecken, 1938–1946 Kleinpronitten
- Owraschnoje (Овражное) Nickelsdorf, Kreis Königsberg/Samland
- Owraschnoje (Овражное) Wilhelmshöhe, Kreis Friedland/Bartenstein (nicht mehr existent)
- Owraschnoje (Овражное) Blumental, Kreis Insterburg

## P
- Panfilowo (Панфилово) Klonofken, 1938–1946 Dreimühl
- Panfilowo (Панфилово) Podszohnen/Podschohnen 1938–1946 Buschfelde
- Panfilowo (Панфилово) Preußisch Thierau (nicht mehr existent)
- Panfilowo (Панфилово) Seekampen
- Paporotnoje (Папоротное) Plonszöwen, 1936–1946 Waldhufen sowie Sturmen
- Parkowoje (Парковое) Purpesseln, 1938–1946 Auenhof, jetzt: Podduby (Поддубы)
- Partisanskoje (Партизанское) Schönmohr
- Partisanskoje (Партизанское) Obszerninken, 1936–1938 Obscherninken, 1938–1946 Dachsrode (nicht mehr existent)
- Parusnoje (Парусное) Gaffken
- Pastuchowo (Пастухово) Waldhausen, Kreis Insterburg (Gut/Oberförsterei)
- Pastuchowo (Пастухово) Sergehnen (nicht mehr existent)
- Pawlinino (Павлинино) Dommelkeim, Kreis Fischhausen/Samland
- Pawlowo (Павлово) Lochstädt (nicht mehr existent)
- Pawlowo (Павлово) Sonnenberg
- Pelewino (Пелевино) Laukandten, 1938–1946 Waldeneck
- Penki (Пеньки) Skungirren, 1938–1946 Scheunenort
- Pensenskoje (Пензенское) Dakehnen, 1938–1946 Daken
- Pensowka (Пензовка) Louisenhof, Ksp. Jesau, Kreis Preußisch Eylau (nicht mehr existent)
- Peredowoje (Передовое) Postehnen
- Pereleski (Перелески) Waldhausen, Kreis Fischhausen/Samland (nicht mehr existent)
- Pereleski (Перелески) Mühle Keppurren, 1938–1946 Friedrichsmühle
- Pereleski (Перелески) Gräbenswalde (nicht mehr existent)
- Perelesnoje (Перелесное) Pagelienen
- Pereslawskoje (Переславское) Drugehnen
- Perewalowo (Перевалово) Muldszen/Muldschen, 1938–1946: Mulden
- Perewalowo (Перевалово) Schwönau (nicht mehr existent)
- Perwomaiskoje (Первомайское) Pottlitten
- Perwomaiskoje (Первомайское) Kuggen
- Perwomaiskoje (Первомайское) Sadweitschen, 1938–1946 Altkrug
- Perwomaiskoje (Первомайское) Bareischkehmen, 1938–1946 Baringen
- Perwomaiskoje (Первомайское) Groß Wannaglauken, 1938–1946 Großwalde (nicht mehr existent)
- Perwomaiskoje (Первомайское) Kavern, vor 1905 Cavern (nicht mehr existent)
- Peski (Пески) Bagdohnen, 1938–1946 Kleinsausreppen
- Peski (Пески) Parwischken, 1938–1946 Parwen (nicht mehr existent)
- Peski (Пески) Smaledumen, 1935–1946 Fichtenberg
- Peskowo (Песково) Groß Schönau (nicht mehr existent)
- Pessotschnoje (Песочное) Gallitten und Palpasch
- Pessotschnoje (Песочное) Althof, Kreis Friedland/Bartenstein
- Pestschanoje (Песчаное) Dorotheenhof, Kreis Fischhausen/Samland
- Petino (Петино) Bartuszen/Bartuschen, 1938–1946 Bartelshöfen, sowie: Groß Rudlauken, 1938–1946 Rotenfeld, und Perdollen
- Petropawlowskoje (Петропавловское) Groß Schillehlen, 1938–1946 Großschollen, auch: Eggleningken, 1938–1946 Lindengarten
- Petrowka (Петровка) Szeeben/Scheeben
- Petrowka (Петровка) Sperlings, jetzt: Krasnopolje (Краснополье)
- Petrowo (Петрово) Zielkeim
- Petrowskoje (Петровское) Jerlauken, seit 1993: Tschapajewo (Чапаево)
- Petrowskoje (Петровское) Lawischkehmen, 1938–1946 Stadtfelde
- Pionerski (Пионерский) Neukuhren
- Pirogowo (Пирогово) Sudnicken
- Pjatidoroschnoje (Пятидорожное) Bladiau
- Plawni (Плавни) Plawischken, 1938–1946 Plauendorf
- Plodowoje (Плодовое) Tawell
- Pobeda (Победа) Arnsberg und Struwe
- Pobedino (Победино) Legitten
- Pobedino (Победино) Schillehnen (1938–1946 Schillfelde), Inglauken, Strunzlaugken (1938–1946 Strunzhof)
- Pobedino (Победино) Endrejen (1938–1946 Ossafelde)
- Pobereschje (Побережье) Schnakeinen, Neu Schnakeinen, Porschkeim und Kissitten (bei Kreuzburg), Kreis Preußisch Eylau
- Poddubje (Поддубье) Jagsten
- Poddubnoje (Поддубное) Fürstenwalde, Kreis Königsberg/Samland
- Poddubnoje (Поддубное) Gollau
- Poddubnoje (Поддубное) Groß Keylau
- Poddubnoje (Поддубное) Groß Sporwitten
- Poddubnoje (Поддубное) Schönwiese, Kreis Insterburg
- Podduby (Поддубы) Kubbeln, auch: Purpesseln, 1938–1946 Auenhof
- Podgornoje (Подгорное) Penken
- Podgornoje (Подгорное) Gamsau
- Podgornoje (Подгорное) Titschken, 1938–1946 Tischken
- Podgornoje (Подгорное) Wiepeningken, 1928–1946 Staatshausen
- Podgorowka (Подгоровка) Groß Baitschen, Klein Baitschen und Schröterlauken, 1938–1946 Schrötersheim
- Podlesnoje (Подлесное) Wernsdorf (nicht mehr existent)
- Podlessje (Подлесье) Supplitten (nicht mehr existent)
- Podlessje (Подлесье) Dietrichswalde (nicht mehr existent)
- Podlipowo (Подлипово) Hochlindenberg
- Podoroschnoje (Подорожное) Forklen
- Podsobny (Подсобный) Groß Reikeninken, 1938–1946 Reiken
- Pogranitschnoje (Пограничное) Hussehnen
- Pogranitschnoje (Пограничное) Groß Illmen
- Pogranitschnoje (Пограничное) Redden, Kreis Friedland/Bartenstein (nicht mehr existent)
- Pogranitschny (Пограничный) Hermsdorf
- Pogranitschny (Пограничный) Schillehnen, 1938–1946 Waldheide, Kreis Ragnit/Tilsit-Ragnit, auch: Dirwehlen, 1938 bis 1946 Wehlen
- Pokrowskoje (Покровское) Bibehlen, 1938–1946 Falkenhausen, sowie: Waiwern, 1938–1946 Seilhofen
- Pokrowskoje (Покровское) Sorgenau
- Pokrowskoje (Покровское) Buttkuhnen, 1938–1946 Tilsental, sowie Krebschen, 1938–1946 Eichbaum
- Pokrowskoje (Покровское) Steindorf, Kreis Heiligenbeil (nicht mehr existent)
- Pokrowskoje (Покровское) Nurnischken, 1938–1946 Dreisiedel
- Pokryschkino (Покрышкино) Dopönen, 1938–1946 Grünweide
- Polessk (Полесск) Labiau, polnisch Labiawa
- Polewoi (Полевой) Luschninken, 1938–1946 Friedrichsmühle, Kreis Labiau
- Polewoje (Полевое) Mahnsfeld
- Poljanskoje (Полянское) Ballupönen, 1938–46 Ballen, auch: Uszballen/Uschballe, 1938–46 Lindnershorst, sowie: Königshuld, 1938–46 Friedrichsweiler
- Poltawskoje (Полтавское) Perkappen, Kreis Labiau
- Poltawskoje (Полтавское) Groß Rudszen/Groß Rudschen, 1938–1946 Mühlenhöhe, auch: Neu Rudszen/Neu Rudschen
- Porchowo (Порхово) Zodszen/Zodschen, 1938–1946 Zoden
- Porchowskoje (Порховское) Jenuciszki, 1936–1938 Kermuschienen, 1938–1946 Fritzenau
- Poretschje (Поречье) Ober Ecker sowie Unter Ecker (nicht mehr existent)
- Poretschje (Поречье) Balschkehmen, 1938–1946 Balsken (nicht mehr existent)
- Poretschje (Поречье) Allenau
- Pospelowo (Поспелово) Klein Mixeln (nicht mehr existent)
- Pospelowo (Поспелово) Progen (nicht mehr existent)
- Potjomkino (Потёмкино) Schirten (nicht mehr existent)
- Powarowka (Поваровка) Kirpehnen
- Praslowo (Праслово) Schönefeld, Kreis Gerdauen
- Prawdino (Правдино) Thiemsdorf, Kreis Königsberg/Samland
- Prawdino (Правдино) Grumbkowkeiten, 1938–1946 Grumbkowsfelde, sowie Wingern, Kreis Pillkallen/Schloßberg
- Prawdinsk (Правдинск) Friedland, polnisch Frydląd
- Priboi (Прибой) Rosehnen, 1938–1946 Seebad Rosehnen
- Pribreschnoje (Прибрежное) Palmburg
- Pribreschny (Прибрежный) Heyde-Waldburg, 1938–1946 Heidewaldburg
- Pridoroschnoje (Придорожное) Kirschappen, Kreis Königsberg/Samland
- Pridoroschnoje (Придорожное) Neu Droosden
- Pridoroschnoje (Придорожное) Groß Asznaggern, 1936–1946 Grenzberg
- Pridoroschnoje (Придорожное) Seßlacken
- Prigorkino (Пригоркино) Karben (nicht mehr existent)
- Prigorodnoje (Пригородное) Petrikatschen, 1938–1946 Schützenort
- Prigorodnoje (Пригородное) Hasenberg, Kreis Wehlau
- Prigorodnoje (Пригородное) Sandfluß, 1931–1946 Lindental
- Primorje (Приморье) Groß Kuhren
- Primorsk (Приморск) Fischhausen, polnisch Rybaki
- Primorskoje-Nowoje (Приморское) Wolittnick
- Priosjorje (Приозёрье) Argelothen, 1938–1946 Argendorf
- Priosjornoje (Приозёрное) Gerwischkehmen, 1938–1946 Gerwen
- Priosjornoje (Приозёрное) Stablacken, Ksp. Pelleningken
- Priosjornoje (Приозёрное) Gidauten, jetzt: Oserowo
- Priosjornoje (Приозёрное) Kallweitschen, 1938–1946: Kornberg (nicht mehr existent)
- Priretschnoje (Приречное) Gillischken, 1938–1946 Insterblick
- Priretschnoje (Приречное) Wilhelmswerder (nicht mehr existent)
- Prislowo (Прислово) Nöttnicken
- Pritschaly (Причалы) Inse
- Priwalowka (Приваловка) Nausseden, Kreis Niederung, 1938–1946 Kleindünen
- Priwalowo (Привалово) Mangarben
- Priwolnoje (Привольное) Plössen (nicht mehr existent)
- Priwolnoje (Привольное) Gunthenen
- Priwolnoje (Привольное) Demmenen, 1938–1946 Demmen
- Priwolnoje (Привольное) Neunischken, 1938–1947 Neunassau
- Priwolnoje (Привольное) Saussienen
- Prochladnoje (Прохладное) Kragau
- Prochladnoje (Прохладное) Kallningken, 1938–1946 Herdenau
- Prochladnoje (Прохладное) Frisching (nicht mehr existent)
- Prochladnoje (Прохладное) Klein Kolpacken, 1938–1946 Kleinbachrode (nicht mehr existent)
- Prochladnoje (Прохладное) Schuiken, 1938–1946 Spechtsboden (nicht mehr existent)
- Prochorowka (Прохоровка) Fünflinden
- Progress (Прогресс) Auglitten, Kreis Friedland/Bartenstein (nicht mehr existent)
- Proletarskoje (Пролетарское) Legnitten
- Proletarskoje (Пролетарское) Ganderkehmen
- Prosorowo (Прозорово) Geidau (nicht mehr existent)
- Prudki (Прудки) Knauten
- Prudki (Прудки) Lönkendorf (nicht mehr existent)
- Prudnoje (Прудное) Alt Wehlau
- Prudnoje (Прудное) Brindlacken, 1938–1946 Kleinfritzenau
- Prudy (Пруды) Abbarten
- Prudy (Пруды) Genslack
- Prudy (Пруды) Kadgiehnen
- Pskowksoje (Псковское) Petzingken, Ksp. Pillkallen, 1938–1946: Hainort
- Pskowskoje (Псковское) Friedrichsberg
- Pskowskoje (Псковское) (Königlich) Pogrimmen, 1938–1946 Grimmen
- Ptscholino (Пчёлино) Talskeim
- Pugatschowo (Пугачёво) Wilmsdorf (nicht mehr existent)
- Pugatschowo (Пугачёво) (Groß) Schwentischken, 1938–1946 Schanzenort
- Pugatschowo (Пугачёво) Neu Skardupönen, 1938–1946 Grenzwald
- Puschkarjowo (Пушкарёво) Puschdorf
- Puschkino (Пушкино) Posmahlen
- Puschkino (Пушкино) Wesselshöfen, Kreis Heiligenbeil (nicht mehr existent)
- Puschkino (Пушкино) Bruiszen/Bruischen, 1938–1946 Lindenbruch
- Puschkino (Пушкино) Göritten
- Puschkinskoje (Пушкинское) [kein deutscher Name bekannt]
- Puschkinskoje (Пушкинское) Wesselowen, 1938–1946 Wesselau (nicht mehr existent)
- Putilowo (Путилово) Gauten und Korjeiten

## R
- Rabotkino (Работкино) Tublauken, 1938–1946 Schweizersfelde, jetzt: Lomowo
- Raduschnoje (Радужное) Jagdhaus Rominten (nicht mehr existent)
- Rajewskoje (Раевское) Plompen (nicht mehr existent)
- Rakitino (Ракитино) Kurschen, Kreis Ragnit/Tilsit-Ragnit
- Rakitino (Ракитино) Rothenen, Kreis Fischhausen/Samland (nicht mehr existent)
- Rakitnoje (Ракитное) Plautwehnen
- Rakitnoje (Ракитное) Rappeln (nicht mehr existent)
- Rasdolnoje (Раздольное) (Adlig) Pohren
- Rasdolnoje (Раздольное) Klein Tarpupönen, 1938–1946 Sommerkrug
- Rasdolnoje (Раздольное) Warnigkeim
- Rasdolnoje (Раздольное) Tramischen, 1938–1946 Trammen
- Rasino (Разино) Louisenfelde
- Rasino (Разино) Juwendt (1938–1946 Möwenort) sowie Alt Heidendorf (1938–1946 Heidendorf)
- Raskowo (Расково) Gostkow (nicht mehr existent)
- Rasliw (Разлив) Derwehlischken
- Rasswet (Рассвет) Knöppelsdorf
- Rasswet (Рассвет) Schönwalde, Kreis Friedland/Bartenstein (nicht mehr existent)
- Ratnoje (Ратное) Freudenberg, Kreis Wehlau
- Retschiza (Речица) (nicht mehr existent)
- Rschewskoje (Ржевское) Adlig Neuendorf
- Rschewskoje (Ржевское) Linkuhnen
- Resnikowo (Резниково) Röseningken, 1938–1946 Rößningen
- Retschkalowo (Речкалово) Abschermeningken, 1938–1946 Fuchstal
- Retschki (Речки) Groß Pöppeln
- Retschki (Речки) Alexkehmen, 1938–1946 Alexbrück (nicht mehr existent)
- Retschnoje (Речное) Magotten
- Retschnoje (Речное) Redden, Kreis Wehlau (nicht mehr existent)
- Rjabinino (Рябинино) Korwlack
- Rjabinowka (Рябиновка) Schmoditten
- Rjabinowka (Рябиновка) Groß Raum
- Rjabinowka (Рябиновка) Kerstupönen, 1938–1946 Kersten
- Rjabinowka (Рябиновка) jetzt: Rodniki (Родники) Jungferndorf
- Rjabinowoje (Рябиновое) Kallehnen, Kreis Wehlau
- Rjadino (Рядино) Raudszen/Raudschen, 1938–1946 Rautengrund, auch: Bambe, 1938–1946 Heidenanger
- Rjasanskoje (Рязанское) Guwöhnen (nicht mehr existent)
- Rjasanskoje (Рязанское) Hallwischken, 1938–1946 Hallweg
- Robity (polnisch, 1945–1993) Robitten, Kreis Heiligenbeil, ab 1993 russisch Alexandrowskoje (Александовское)
- Robity (?) Robitten, Kreis Preußisch Holland
- Rodniki (Родники) Leißienen
- Rodniki (Родники) Arnau, Preußisch Arnau und Jungferndorf
- Rodniki (Родники) Radnicken
- Rodnikowo (Родниково) Groß Wittgirren, 1928–1946 Mittenwalde
- Rodnikowo (Родниково) Snappen, 1938–1946 Schnappen (nicht mehr existent)
- Rogatschowo (Рогачёво) Lopsienen
- Romanowo (Романово) Pobethen
- Roschkowo (Рожково) Perwissau
- Roschtschino (Рощино) Dalheim
- Roschtschino (Рощино) Possindern
- Roschtschino (Рощино) Georgenau
- Roschtschino (Рощино) Grünhoff
- Roschtschino (Рощино) Kartzauningken, 1932–1946 Fichtenwalde (nicht mehr existent)
- Rossoschanka (Россошанка) Neu Sauskoyen, 1938–1946 Neusauswalde
- Rossoschanskoje (Россошанское) Waldlinden und Rucken, Kreis Pillkallen, jetzt: Ostrogoschskoje (Острогожское)
- Rostowskoje (Ростовское) Tölteninken
- Rownoje (Ровное) Romau
- Rownoje (Ровное) Heinrichsdorf, Kreis Bartenstein (Friedland)
- Rschewskoje (Ржевское) Adlig Linkuhnen
- Rubinowka (Рубиновка) Rauben (– Degelgirren)
- Rudakowo (Рудаково) Ruddecken
- Russkoje (Русское) Germau
- Rutscheiki (Ручейки) Eszergallen/Eschergallen, 1938–1946 Tiefenort
- Rutschji (Ручьи) Bieberswalde, Kreis Wehlau
- Rutschji (Ручьи) Freudenberg, Kreis Insterburg (nicht mehr existent)
- Rybakowo (Рыбаково) Follendorf
- Rybatschi (Рыбачий) Rossitten
- Rybatschje (Рыбаче) Wangitt
- Rybkino (Рыбкино) Annenhof
- Rybnoje (Рыбное) Steinbeck

## S
- Sabarje (Забарье) Moterau
- Sabolotnoje (Заболотное) Groß Warningken, 1938–1946: Steinkirch (nicht mehr existent)
- Sadoroschje (Задорожье) Mallenuppen, 1938–1946 Gembern
- Sadoroschje (Задорожье) Ramoschkehmen, 1938–1946 Ramfelde (nicht mehr existent)
- Sadoroschnoje (Задорожное) Dinglauken, 1938–1946 Altdingelau (nicht mehr existent)
- Sadowoje (Садовое) (ehemals unbenannter Wohnplatz bei Kreuzburg (Ostpr.))
- Sadowoje (Садовое) Ballethen
- Sadowoje (Садовое) Elluschönen, 1938–1946 Ellern
- Sadowoje (Садовое) Jentkutkampen, 1938–1946 Burgkampen
- Sadowoje (Садовое) Schallgirren (Szallgirren), 1938–1946 Kreuzhausen
- Sadowoje (Садовое) Groß Niebudszen, 1936–1938 Groß Niebudschen, 1938–1946 Steinsee
- Sadowoje (Садовое) Swainen, Kreis Insterburg (nicht mehr existent)
- Sadowoje (Садовое) Groß Kackschen, 1938–1946 Birkenhain
- Sagorjewka (Загорьевка) Kaukern
- Sagorodnoje (Загородное) Schloditten
- Sagorodnoje (Загородное) Neuendorf, Kreis Insterburg
- Sagorskoje (Загорское) Sommerau
- Sagorskoje (Загорское) Pelleningken, 1938–1946 Strigengrund
- Saizewo (Зайцево) Trentitten
- Saizewo (Зайцево) Seikwethen, 1938–1946 Ulmental
- Saizewo (Зайцево) Stockheim
- Salessje (Залесье) Mehlauken, 1938–1946 Liebenfelde
- Salessje (Залесье) Neu Sollau (nicht mehr existent)
- Saliwino (Заливино) Labagienen, 1938–1946 Haffwinkel
- Saliwino (Заливино) Rinderort (nicht mehr existent)
- Salskoje (Сальское) Friedrichshof, Kreis Fischhausen/Samland (nicht mehr existent)
- Salskoje (Сальское) Sankt Lorenz
- Saltykowo (Салтыково) Klein Budlacken, Kerulaten (1938–1946: Kerlaten) und Muplacken (1938–1946: Moptau)
- Samarskoje (Самарское) Bergershof, Kreis Pillkallen/Schloßberg
- Samostje (Замостье) Klein Datzen
- Saosjorje (Заозёрье) Lapsau, Tharaunenkrug und Wangnicken
- Saosjornoje (Заозёрное) Jänischken, 1938–1946 Hansruh
- Saosjornoje (Заозёрное) Kowarren, 1938–1946 Kleinfriedeck
- Saosjornoje (Заозёрное) Lindenberg, Kreis Königsberg/Samland (nicht mehr existent)
- Saostrowje (Заостровье) Rantau
- Saowraschnoje (Заовражное) Schwägerau
- Sapadnoje (Западное) Groß Gudellen, 1938–1946 Großguden
- Sapolje (Заполье) Friedrichsfelde, Ksp. Darkehmen
- Sapowedniki (Заповедники) Lucknojen, 1938–1946 Neuenrode
- Sapowednoje (Заповедное) Seckenburg
- Sarajewo (Сараево) Ihlnicken
- Saranskoje (Саранское) Laukischken und Powangen
- Saratowskoje (Саратовское) Groß Schorellen, 1938–1946 Adlerswalde
- Saratowskoje (Саратовское) Dallwitz, Forsthaus (nicht mehr existent)
- Saretschenskoje (Зареченское) (Groß) Sobrost
- Saretschje (Заречье) Kaymen, 1938–1946 Kaimen
- Saretschje (Заречье) Pregelswalde, Kreis Wehlau
- Saretschje (Заречье) Schwirgslauken, 1938–1946 Herzfelde (Ostpr.)
- Saretschje (Заречье) Meisterfelde (nicht mehr existent)
- Saretschje (Заречье) Uszupönen, 1936–1938 Uschupönen, 1938–1945 Moorhof, Kreis Gumbinnen
- Saretschnoje (Заречное) Ramsen, Dopsattel und Liepnicken
- Saretschnoje (Заречное) Tulpeningken, 1938–1946 Tulpeningen, und Woitekaten, 1938–1946 Ostfurt
- Saretschnoje (Заречное) Oberwalde (nicht mehr existent)
- Sarja (Заря) Groß Wersmeningken, 1938–1946 Großstangenwald
- Sarubino (Зарубино) Klein Gaudischkehmen, 1938–1946 Kleingauden
- Sarutschje (Заручье) Gudwainen
- Sasanowka (Сазановка) Sonnigkeim
- Sawetnoje (Заветное) Groß Nuhr (nicht mehr existent)
- Sawety (Заветы) Kattenau
- Sawodskoje (Заводское) Swirgallen/Schwirgallen, 1938–1946 Eichhagen
- Scharowo (Жарово) (Rajon Krasnosnamensk) Szardehlen/Schardehlen, 1938 bis 1946 Scharden, auch: Martingken, 1938–1946 Martingen
- Scharowo (Rajon Neman) (Жарово) jetzt: Wetrowo (Ветрово) Schuppinnen, 1938–1946 Schuppenau
- Schatkowo (Шатково) Stonupönen, 1938–1946 Kaltenbach
- Schatrowo (Шатрово) Norgehnen, Kreis Fischhausen, 1938–1946 Schugsten, Kreis Samland
- Schatrowo (Шатрово) Weidehnen
- Schaworonkowo (Жаворонково) Gerwischken, 1938–1946 Richtfelde
- Schaworonkowo (Жаворонково) Wirbeln, Kreis Insterburg
- Schdanki (Жданки) Tilszenehlen/Tilschenehlen, 1938–1946 Quellgründen, auch: Pellehnen, 1938–1946 Dreidorf
- Scheikino (Шейкино) Bagdohnen, 1938–1946 Rodungen
- Schelannoje (Желанное) Henskischken, 1938–1946 Hensken
- Schelesnodoroschnoje (Железнодорожное) Groß Trakischken, 1938–1946 Hohenrode (nicht mehr existent)
- Schelesnodoroschnoje (Железнодорожное) Karczarningken, 1929–1946 Blumenfeld
- Schelesnodoroschny (Железнодорожный) Gerdauen, polnisch Gierdawy
- Scheludjowo (Желудёво) Prosit
- Schemtschuschnoje (Жемчужное) Kirche Schaaken
- Schepetowka (Шепетовка) Schillkojen, 1938–1946 Auerfließ
- Schewzowo (Шевцово) Plikow (1938–1946 Plickau)
- Schiguli (Жигули) Reckeln
- Schiguljowo (Жигулёво) Tannenrode
- Schiguljowo (Жигулёво) Wittgirren, 1938–1946 Legen (nicht mehr existent)
- Schilino (Жилино) Szillen, 1938–1946 Schillen
- Schilowo (Шилово) Pelludschen (Pelludszen), 1938–1946 Pellau (nicht mehr existent), sowie Ischdaggen, 1938–1946 Brenndenwalde
- Schipowka (Шиповка) Bahnhof Powayen
- Schipownikowo (Шиповниково) Schestocken, 1938–1946 Peterstal
- Schirokoje (Широкое) Strobehnen und Storchnest, Kreis Preußisch Eylau
- Schirokoje (Широкое) Schönbruch (nicht mehr existent)
- Schirokopolje (Широкополье) Roppen
- Schischkowo (Шишково) Schillehlen, 1938–1946 Sillenfelde
- Schischkowo (Шишково) Kundszicken/Kundschicken, 1938–1946 Sandeck (nicht mehr existent)
- Schljusnoje (Шлюзное) Woynothen, 1938–1946 Kleinnorkitten (nicht mehr existent)
- Schmatowka (Шматовка) (Schwirgsden, 1938–1946 Königsgarten)
- Schmeljowo (Шмелёво) Warnen, Kreis Ragnit/Tilsit-Ragnit
- Scholochowo (Шолохово) Willkinnen, 1938–1946 Willdorf
- Scholochowo (Шолохово) Schelecken, 1938–1946 Schlicken
- Schosseinoje (Шоссейное) Warthen
- Schosseinoje (Шоссейное) Szameitkehmen/Schameitkehmen, 1938–1946 Walkenau, Kreis Insterburg
- Schosseiny (Шоссейный) Haffstrom (nicht mehr existent)
- Schtscheglowka (Щегловка) Groß Brittanien, 1928–1946 Brittanien
- Schtschegly (Щеглы) Saugwethen, 1938–1946 Saugehnen
- Schtscherbinino (Щербинино) Schönrade (nicht mehr existent)
- Schtschukino (Щукино) Leysuhnen (1938–1945 Leisuhnen) und Schettnienen
- Schtschukino (Щукино) Sandlauken, 1938–1946 Sandfelde, seit 1993: Nowokolchosnoje
- Schukowka (Жуковка) Quilitten
- Schumnoje (Шумное) Schupöhnen
- Schurawljowka (Журавлёвка) Groß Droosden und Seith
- Schutschkowo (Жучково) Schuskehmen (Szuskehmen), 1938–1946 Angerhöh
- Schuwalowo (Шувалово) Groß Wischtecken, 1938–1946 Ullrichsdorf
- Schwentinka (?) (Fluss) Hirschfließ
- Sebeschskoje (Себежское) Demildschen (Demildszen), 1938–1946 Kleinkamanten (nicht mehr existent)
- Sedowo (Седово) Charlottenthal, Kreis Friedland/Bartenstein
- Selenodolje (Зеленодолье) Neu Lubönen, 1938–1946 Memelwalde
- Selenodolskoje (Зеленодольское) Preußisch Bahnau
- Selenogradsk (Зеленоградск) Cranz
- Selenolessje (Зеленолесье) Gricklaugken, 1938–1946 Bönick
- Selenopolje (Зеленополье) Borchersdorf
- Selenopolje (Зеленополье) Krumteich
- Selenowo (Зеленово) Minchenwalde, 1938–1946 Lindenhorst
- Selenowo (Зеленово) Adlig Pinnau und Pinnau (nicht mehr existent)
- Selenzowo (Зеленцово) Grünthal
- Selenzowo (Зеленцово) Obehlischken, 1938–1946 Schulzenhof
- Seljonaja Dolina (Зелёная Долина) Klein Niebudszen/Klein Niebudschen, 1938–1946 Bärengraben
- Seljonoje (Зелёное) Grünhaus
- Seljonoje (Зелёное) Gründen und Pareyken, 1938–1946 Goldberg
- Seljony Bor (Зелёный Бор) Karalene, 1938–1946 Luisenberg
- Seljony Gai (Зелёный Гай) (Groß) Drebnau
- Selzy (Сельцы) Königstann (nicht mehr existent)
- Semjonowo (Семёново) Fuchsberg und Marienhagen, Kreis Königsberg/Kreis Preußisch Eylau/Samland
- Semjonowo (Семёново) Dichtenwalde, Kreis Preußisch Eylau (nicht mehr existent)
- Senzowo (Сенцово) Pabbeln, Kreis Insterburg, 1928–1946 Amwalde
- Senzowo (Сенцово) Wolfsdorf, Kreis Niederung/Elchniederung (nicht mehr existent)
- Sergejewka (Сергеевка) Klein Pentlack
- Sergejewo (Сергеево) Klein Lauth
- Serjogino (Серёгино) Ludwigsfelde
- Serowo (Серово) Astrawischken, 1938–1946 Großzedmar
- Sewerjanka (Северянка) Neu Posmahlen und Sophienberg (nicht mehr existent)
- Sewernaja Gora (Северная Гора) Quednau
- Sewerny (Северный) Marienhöh
- Sewerny (Северный) Klein Kannapinnen, 1938–1946 Kleinblecken
- Sewerny (Северный) Mulk
- Sewerskoje (Северское) Pabbeln, Kreis Gumbinnen
- Sewskoje (Севское) Böttchersdorf
- Sibirskoje (Сибирское) Moritten, Kreis Labiau
- Sibirskoje (Сибирское) Adlig Keppurren, 1938–1946 Kranichfelde (nicht mehr existent)
- Sidorowo (Сидорово) Porschkeim, seit 1993: Pobereschje
- Sinjawino (Синявино) Kampischkehmen, 1938–1946 Angereck
- Sinjawino (Синявино) Groß Hubnicken
- Sirenewo (Сиренево) Eisselbitten
- Sirenjewka (Сиреневка) Siemohnen
- Skworzowo (Скворцово) Dösen (nicht mehr existent)
- Skworzowo (Скворцово) Kummetischken (Klein Kallningken)
- Slawinsk (Славинск) Goldbach
- Slawjanowka (Славяновка) Romitten
- Slawjanskoje (Славянское) Fuchshöfen
- Slawjanskoje (Славянское) Pronitten
- Slawjanskoje (Славянское) Kondehnen, Kreis Fischhausen/Samland (nicht mehr existent)
- Slawkino (Славкино) Gut Wilhelmsberg
- Slawsk (Славск) Heinrichswalde
- Slawskoje (Славское) Kreuzburg, polnisch Krzyżbork oder Krujzbork
- Slobodskoje (Слободское) Wingschnienen, 1938–1946 Ostmoor, jetzt: Malomoschaiskoje
- Smirnowo (Смирново) Kiauten, 1938–1946 Zellmühle
- Smolnoje (Смольное) Charlottenburg
- Smorodinowo (Смородиново) Bindszohnen, 1936–1938 Bindschohnen, 1938–1946 Binden
- Snamenka (Знаменка) Groß Hoppenbruch
- Snamenka (Знаменка) Bruch
- Snamenka (Знаменка) Leegen
- Snamenka (Знаменка) Klinthenen
- Snamensk (Знаменск) Wehlau, polnisch Welawa
- Snamenskoje (Знаменское) Kutschitten
- Snamenskoje (Знаменское) Preußisch Wilten
- Snamenskoje (Знаменское) Triaken, 1938–1946 Schwerfelde (nicht mehr existent)
- Sobinowo (Собиново) Karteningken, 1938–1946 Kleedorf
- Sobolewo (Соболево) Warnien, Kreis Wehlau
- Sokolniki (Сокольники) Grünbaum (nicht mehr existent)
- Sokolniki (Сокольники) Langendorf, Kreis Wehlau
- Sokolniki (Сокольники) Weischkitten
- Sokolowka (Соколовка) Damerau
- Soldatowo (Солдатово) Friedrichsthal
- Soldatowo (Солдатово) Sehmen
- Soldatowo (Солдатово) Köthen (nicht mehr existent)
- Soldatskoje (Солдатское) Lewitten, Pilgrim und Schwellienen
- Solnetschnoje (Солнечное) Thomsdorf, Kreis Preußisch Eylau
- Solnetschnoje (Солнечное) Praddau
- Solnetschnoje (Солнечное) Szameitschen/Schameitschen, 1938–1946 Brahmannsdorf
- Solnzewo (Солнцево) Perkuiken, Sossehnen und Tollkeim, jetzt eingemeindet nach Berjosowka
- Solonzy (Солонцы) Dwarrehlischken, 1930–1950 Herrendorf
- Solonzy (Солонцы) Adlig Kreywethen, 1938–1946 Adelau (nicht mehr existent)
- Solowjowo (Соловьёво) Garbnicken, Kreis Friedland/Bartenstein
- Solowjowo (Соловьёво) Jessen (nicht mehr existent)
- Solowjowo (Соловьёво) Klein Menturren, 1938–1946 Mentau (nicht mehr existent)
- Solowjowo (Соловьёво) Klein Potauern (nicht mehr existent)
- Sopkino (Сопкино) Rosenberg, Kreis Gerdauen
- Sorino (Зорино) Poppendorf
- Sorino (Зорино) Littausdorf (nicht mehr existent)
- Sorokino (Сорокино) Groß Skaisgirren, 1938–1946 Großschirren
- Sosnjaki (Сосняки) Tunnischken, 1938–1946 Schneckenwalde
- Sosnjaki (Сосняки) Pillupönen, Kreis Insterburg, 1938–1946 Kuttenhöh (nicht mehr existent)
- Sosnowka (Сосновка) Schwanis
- Sosnowka (Сосновка) Groß- und Klein Labehnen (nicht mehr existent)
- Sosnowka (Сосновка) Fritzen
- Sosnowka (Сосновка) Kaveling
- Sosnowka (Сосновка) Scheldkehmen, 1938–1946 Schelden
- Sosnowka (Сосновка) Danzkehmen, 1938–1946 Oettingen
- Sosnowka (Сосновка) Groß Baum und Augstagirren
- Sosnowka (Сосновка) Puschkeiten
- Sosnowka (Сосновка) Bledau
- Sosnowoje (Сосновое) Waldkrug, Stadtkreis Tilsit
- Sowchosnoje (Совхозное) Groß Köwe
- Sowchosnoje (Совхозное) Karlshof
- Sowchosnoje (Совхозное) Mattischkehmen
- Sowchosnoje (Совхозное) Rippen
- Sowchosnoje (Совхозное) Sterkeninken, 1938–1946 Starkenicken
- Sowetsk (Советск) Tilsit, polnisch Tylża, litauisch Tilžė
- Sowetskoje (Советское) Korehlen
- Stanowoje (Становое) Norwilkischken, 1938–1946 Argenflur
- Stanzionnoje (Станционное) Jucknischken, 1938–1946 Bahnfelde
- Starorusskoje (Старорусское) Eythienen
- Starosselje (Староселье) Schultitten (teilw.)
- Stawropolskoje (Ставропольское) Schaumburgsfelde
- Stepnoje (Степное) Powarben
- Stepnoje (Степное) Gaiden
- Stepnoje (Степное) Purwienen, 1938–1946 Altweiler
- Stolbowoje (Столбовое) Klein Pruszillen/Pruschillen, 1938–1946 Kleinpreußenbruch
- Storoschewoje (Сторожевое) Katzkeim
- Storoschewoje (Сторожевое) Klein Klitten (nicht mehr existent)
- Strelnja (Стрельня) Schultitten (teilw.)
- Strelzowo (Стрельцово) Norgehnen
- Strelzowo (Стрельцово) Loyken, 1938–1946 Loken (nicht mehr existent)
- Suchodolje (Суходолье) Klein Nuhr
- Sujewka (Зуевка) Rogainen, 1938–1946 Hornfelde
- Suworowka (Суворовка) Weedern
- Suworowo (Суворово) Spandienen
- Suworowo (Суворово) Zohpen
- Suworowo (Суворово) Packallnischken, 1938–1946 Bergendorf, jetzt: Jasnoje Pole
- Swenjewoje (Звеньевое) Popehnen
- Swerdlowo (Свердлово) Limkischken, 1938–1946 Rabeneck
- Swerewo (Зверево) Gotthardsthal
- Swerewo (Зверево) jetzt: Brigadnoje (Бригадное) Christoplacken und Zanderlacken
- Swerewo (Зверево) Wandlacken
- Swetlogorsk (Светлогорск) Rauschen
- Swetloje (Светлое) Kobbelbude
- Swetlowo (Светлово) [kein deutscher Name bekannt] (nicht mehr existent)
- Swetly (Светлый) Zimmerbude
- Swjaginzewo (Звягинцево) Waschke
- Swoboda (Свобода) Jänischken, 1938–1946 Jänichen
- Swobodnoje (Свободное) Alsnienen, 1934–1946 Wolmen West
- Swobodnoje (Свободное) Girrehlischken, 1932–1946 Jägerswalde
- Swobodnoje (Свободное) Groß Mischen
- Swobodnoje (Свободное) Lichtenfelde (nicht mehr existent)
- Swobodnoje (Свободное) Mecken (nicht mehr existent)
- Swobodny (Свободный) Brandlauken, 1938–1946 Brandfelde
- Sytschowo (Сычёво) Krattlau

## T
- Talpaki (Талпаки) Taplacken
- Tamanskoje (Таманское) Springen
- Tamanskoje (Таманское) Wilkendorfshof (nicht mehr existent)
- Tambowskoje (Тамбовское) Vierzighuben und Karlshof
- Tambowskoje (Rajon Gussew) (Тамбовское) Aweningken und Skripitschken (nicht mehr existent)
- Tambowskoje (Rajon Osjorsk) (Тамбовское) Loppinnen (nicht mehr existent)
- Tarassowka (Тарасовка) Alt Sussemilken, 1938–1946 Friedrichsrode (nicht mehr existent)
- Telmanowo (Тельманово) Didlacken, 1938–1946 Dittlacken, auch: Althof-Didlacken, 1938–1946 Althof-Dittlacken
- Telmanowo (Тельманово) Richau
- Tichoje (Тихое) Kiehlendorf
- Tichomirowka (Тихомировка) Tatarren
- Tichoretschenskoje (Тихореченское) (Adlig) Linkau
- Timirjasewo (Тимирязево) Neukirch
- Timirjasewo (Тимирязево) Newecken, Paplauken und Rauschnick
- Timofejewka (Тимофеевка) Tammowischken, 1938–1946 Tammau
- Timofejewo (Тимофеево) Wedereitischken, 1938–1946 Sandkirchen, auch: Neu Krauleidszen/Neu Krauleidschen, 1938–1946 Sammelhofen
- Tischino (Тишино) Abschwangen
- Tjomkino (Тёмкино) Mertensdorf
- Tjulenino (Тюленино) Viehof
- Tokarewka (Токаревка) Makunischken, 1938–1946 Hohenwaldeck
- Tolstowo (Толстово) Löbegallen, 1938–1946 Löbenau
- Tolstowo (Толстово) Pillkallen, 1938–1946 Hoheneck, Kreis Gumbinnen (nicht mehr existent)
- Torfjanoje (Торфяное) Schlaugen (nicht mehr existent)
- Torfjanoje (Торфяное) Waszeningken, 1936–1938: Wascheningken, 1938–1946 Waschingen (nicht mehr existent)
- Tretjakowka (Третьяковка) Daniels
- Tretjakowo (Третьяково) Sodargen
- Trjochdworka (Трёхдворка) Paradeningken, 1938–1946 Paradefeld
- Tropinino (Тропинино) Heide, Kreis Heiligenbeil
- Trostniki (Тростники) Bothenen und Lautkeim
- Trostniki (Тростники) Schakenhof
- Trubkino (Трубкино) Gehlblum
- Trudowoi (Трудовой) Steinfeld
- Tschaadajewo (Чаадаево) Brolost
- Tschaikino (Чайкино) Rinau
- Tschaikino (Чайкино) Rauschen, Kreis Gerdauen
- Tschaikowskoje (Чайковское) Lugowen, 1938–1946 Großlugau
- Tschaikowskoje (Чайковское) Kalgen
- Tschapajewo (Чапаево) Prappeln
- Tschapajewo (Чапаево) Schlauthienen, Grundfeld und Jerlauken
- Tschapajewo (Чапаево) Tuszainen, 1928–1946 Tussainen (nicht mehr existent)
- Tschapajewo (Чапаево) Wabbeln, Kreis Stallupönen/Ebenrode
- Tschechowo (Чехово) Uderwangen
- Tscheremchowo (Черемхово) Dossitten
- Tscherepanowo (Черепаново) Reichau
- Tscherepanowo (Черепаново) (Adlig) Powayen
- Tscherjomuchino (Черёмухино) Karlshof, Kreis Fischhausen
- Tscherjomuchowo (Черёмухино) Groß Klitten
- Tscherkassowo (Черкасово) Ober Blankenau (nicht mehr existent)
- Tschernjachowo (Черняхово) Laukupönen, 1938–1946 Erlenhagen
- Tschernjachowsk (Черняховск) Insterburg, polnisch Wystruć, litauisch Įsrutis
- Tschernyschewka (Чернышевка) Groß Beynuhnen, 1938–1946 Großbeinuhnen
- Tschernyschewo (Чернышево) Bublauken, 1938–1946 Argenfurt, seit 1993: Nowokolchosnoje (Новоколхозное)
- Tschernyschewskoje (Чернышевское) Eydtkuhnen, 1938–46 Eydtkau, polnisch Ejtkuny
- Tschistopolje (Чистополье) Jodszinn/Jodschinn, 1938–1946 Sausreppen
- Tschistopolje (Чистополье) Bothkeim
- Tschistopolje (Чистополье) Klein Obscherningken, 1938–1946 Kleinwalde (nicht mehr existent)
- Tschistopolje (Чистополье) Naudwarrischken, 1931–1946 Adelshof (nicht mehr existent)
- Tschistye Prudy (Чистые Пруды) Tollmingkehmen, 1938–46 Tollmingen
- Tschkalowo (Чкалово) Enzuhnen, 1938–1946 Rodebach
- Tulskoje (Тульское) Kapstücken (nicht mehr existent)
- Tumanowka (Тумановка) Gauleden
- Tumanowka (Тумановка) Bartscheiten, 1938–1946 Oswald
- Turgenewo (Тургенево) Adlig Legitten, (Groß) Legitten und Jäger-Taktau
- Turgenewskoje (Тургеневское) Ponitt (nicht mehr existent)
- Tuschino (Тушино) Nettschunen, 1938–1946 Dammfelde, auch: Lobellen und Dirwonuppen, 1935–1946 Ackerbach

## U
- Udarnoje (Ударное) Ackmenischken, Ksp. Aulowönen, 1938–1946 Steinacker
- Ugrjumowo (Угрюмово) Matheningken, 1938–1946 Mattenau
- Uljanowka (Ульяновка) Klein Hoppenbruch
- Uljanowo (Ульяново) Kraupischken, 1938–1946 Breitenstein
- Uljanowo (Ульяново) Waldhöfen, seit 1993: Konstantinowka
- Uljanowskoje (Ульяновское) Klein Beynuhnen, 1938–1946 Kleinbeinuhnen
- Uralskoje (Уральское) Almenhausen, Kreis Insterburg (nicht mehr existent)
- Uroschainoje (Урожайное) Lethenen
- Uroschainoje (Урожайное) Kletellen, 1938–1946 Georgenheide
- Uschakowka (Ушаковка) Kampken, Kampkenhöfen und Damm
- Uschakowo (Ушаково) Heiligenwalde (Dorf)
- Uschakowo (Ушаково) Brandenburg, 1935–1946 Brandenburg (Frisches Haff)
- Uschakowo (Ушаково) Ströpken
- Uschakowo (Ушаково) Pregelau
- Uslowoje (Узловое) Königlich Neuendorf, 1938–1946 Neuendorf, Kreis Königsberg
- Uslowoje (Узловое) Rautenberg, auch: (Groß) Kamanten sowie Barachelen, 1938–1946 Brachfeld
- Uslowoje (Узловое) Plagbuden (nicht mehr existent)
- Usornoje (Узорное) Jäcknitz (nicht mehr existent)
- Utkino (Уткино) Wolitta (nicht mehr existent)
- Uwarowo (Уварово) Ribbenischken, 1938–1946 Ribbenau

## W
- Walki (Вальки) Waldkeim
- Wassiljewka (Васильевка) Kurland (nicht mehr existent)
- Wassiljewka (Васильевка) Neuhöhe
- Wassiljewskoje (Васильевское) Wesselshöfen, Kreis Königsberg/Samland
- Wassilkowo (Васильково) Neudamm (Dorf)
- Wassilkowo (Васильково) Kirschnehnen
- Wassilkowo (Васильково) Abschruten (nicht mehr existent)
- Watutino (Ватутино) Gaidszen/Gaidschen, 1938–1946 Drosselbruch
- Watutino (Ватутино) Tutschen
- Watutino (Ватутино) Ellernbruch (nicht mehr existent)
- Wawilowo (Вавилово) Bregden
- Welikolukskoje (Великолукское) Wargienen, Kreis Wehlau
- Welikolukskoje (Великолукское) Jutschen, 1938–1946 Weidenbruch (nicht mehr existent)
- Welikopolje (Великополье) Dingort (nicht mehr existent)
- Werbnoje (Вербное) Darienen
- Werchni Bisser (Верхний Бисер) Bogdahnen, 1938–1946 Bolzfelde
- Wernoje (Верное) Pöhlen
- Werschinino (Вершинино) Pluttwinnen
- Werschinino (Вершинино) Kohlischken, 1928–1946 Hutmühle
- Werschiny (Вершины) Werschen
- Werschkowo (Вершково) Warschken (nicht mehr existent)
- Wesnowo (Весново) Kussen, auch: Bruszen/Bruschen, 1938–1946 Kiesfelde, sowie: Urblaugken, 1938–1946 Urlau und: Wassantkehmen, 1938–1946 Wildnisrode
- Wesnowo (Весново) Wasserlauken, 1938–1946 Wasserlacken (nicht mehr existent)
- Wessjoloje (Весёлое) Balga (Ort)
- Wessjolowka (Весёловка) Sielkeim
- Wessjolowka (Весёловка) Bärwalde, Kreis Fischhausen/Samland
- Wessjolowka (Весёловка) Judtschen, 1938–1946 Kanthausen
- Wessjoly (Весёлый) Linkehnen
- Wetkino (Веткино) Stapornen (nicht mehr existent)
- Wetrjak (Ветряк) Kiaunen, 1938–1946 Rodenheim (nicht mehr existent)
- Wetrowo (Ветрово) Schölen
- Wetrowo (Ветрово) Woydehnen, 1938–1946 Wodehnen und Schuppinnen, 1938–1946 Schuppen
- Wetrowo (Ветрово) Ekritten
- Winogradnoje (Виноградное) Schaudienen, 1938–1946 Konrhöfen
- Wischnjaki (Вишняки) Galben (nicht mehr existent)
- Wischnjowka (Вишнёвка) Blöstau
- Wischnjowka (Вишнёвка) Lyscheiten/Lyscheiten, 1938–1946 Lischau, und Gräflich Reatischken, 1938–1946 Heinrichshof
- Wischnjowka (Вишнёвка) Budszedszen, 1936–1938 Budschedschen, 1938–1946 Pfälzerwalde (nicht mehr existent)
- Wischnjowoje (Вишнёвое) Altendorf
- Wischnjowoje (Вишнёвое) Dejehnen (1938–1946 Dehnen), Paballen (1938–1946 Werfen) und Uszelxnen (1936–1938 Uschelxnen, 1938–1946 Erlenbruch), alle im Kreis Tilsit-Ragnit, sowie Medukallen (1938–1946 Honigberg), Kreis Insterburg (nicht mehr existent)
- Wischnjowoje (Вишнёвое) Kapkeim
- Wischnjowoje (Вишнёвое) Kummeln (nicht mehr existent)
- Wischnjowoje (Вишнёвое) Wosegau
- Wladimirowka (Владимировка) Bladau
- Wladimirowka (Владимировка) Klein Sobrost, Kreis Darkehmen/Angerapp (nicht mehr existent)
- Wladimirowo (Владимирово) Tharau und Ernsthof
- Wladimirowo (Владимирово) Bladau, seit 2008: Wladimirowka
- Wodnoje (Водное) Syndau
- Woinowo (Войново) Döbnicken und Barslack (nicht mehr existent)
- Wolkowo (Волково) Rudne, 1936–1938 Raudohnen, 1938–1946 Raunen
- Wolnoje (Вольное) Wollehnen
- Wolnoje (Вольное) Wolla, 1938–1946 Ebenau
- Wolnoje (Вольное) Gut Schulstein
- Wolodarowka (Володаровка) Jodlauken, 1938–1946 Schwalbental
- Wolodino (Володино) Woytnicken (nicht mehr existent)
- Wolodino (Володино) Harpenthal (nicht mehr existent)
- Woloschino (Волошино) Brasnicken
- Wolotschajewo (Волочаево) Raudonatschen, 1938–1946 Kattenhof
- Wolotschajewo (Волочаево) Grischkehmen, 1938–1946 Grischken (nicht mehr existent)
- Wolotschajewskoje (Волочаевское) Marschenen
- Wolschskoje (Волжское) Schmerkstein und Steinhof (nicht mehr existent)
- Worobjowo (Воробьёво) Groß Hohenrade
- Worobjowo (Воробьёво) Grünwiese, Kreis Stallupönen/Ebenrode (nicht mehr existent)
- Woronowo (Вороново) (Alt) Kainen und Louisenhof
- Worotynowka (Воротыновка) Errehlen, 1938–1946 Rehlen, Sakalehnen, 1938–1946 Falkenort und Szierandszen/Schierandschen, 1938–1946 Schierheide
- Woskressenskoje (Воскресенское) Groß Uszballen, 1938–1946 Bruchhöfen
- Wosnessenskoje (Вознесенское) Wenzlowischken, 1938–1946 Wenzbach
- Wostotschnoje (Восточное) Klein Sporwitten (nicht mehr existent)
- Wostotschnoje (Восточное) Stukatschen, 1938–1946 Freienfeld
- Woswyschenka (Возвышенка) Groß Kummeln, 1938–1946 Großkummen
- Wsmorje (Взморье) Groß Heydekrug, 1939–1946 Großheidekrug
- Wyschkino (Вышкино) Königshuld I (nicht mehr existent)
- Wysselki (Выселки) Klein Degesen, 1938–1946 Kleinlucken
- Wyssokoje (Высокое) Tiefenthal
- Wyssokoje (Высокое) Trinkheim (nicht mehr existent)
- Wyssokoje (Высокое) Pogauen
- Wyssokoje (Высокое) Alxnupönen, 1938–1946 Altsnappen
- Wyssokoje (Высокое) Schilleningken, 1938–1946 Hainau
- Wyssokoje (Высокое) Popelken, Kreis Labiau, 1938–1946 Markthausen

## Z
- Zwetkowo (Цветково) Wulfshöfen
- Zwetkowo (Цветково) Bergau
- Zwetnoje (Цветное) Kallen

## ? -unbekannt-
- ?, deutsch Huntenau, Burg (und mutmaßlich Ort) im Oblast Kaliningrad laut Liste der Burgen im Deutschordensstaat